# 豊田工業高等専門学校
独立行政法人国立高等専門学校機構豊田工業高等専門学校（どくりつぎょうせいほうじんこくりつこうとうせんもんがっこうきこうとよたこうぎょうこうとうせんもんがっこう）は、愛知県豊田市にある日本の国立高等専門学校である。1963年に設置された。略称は豊田高専。

## 概要
- 豊田高専は、1963年（昭和38年）4月に設立された国立高専2期校のひとつ[1]。2024年現在愛知県下唯一の高専である。2004年（平成16年）4月より法改正により独立行政法人化し[2]、国立高等専門学校機構の設置する高専となった[3]。
- 5年制でさらにその上に2年間の専攻科を持つ。各学年約200名と専攻科約50名で構成されており、全校で1,000人以上が在学している[4]。第3学年の学生が多いのは海外留学中の学生が所属しているためである[5]。多くの学生は東海地方出身であるが、3パーセント程度東海地方外出身の学生も在学している[5]。

- 入学後に学力レベルを落としてしまう学生が多いため、それがJABEE導入を強行するきっかけとなった。毎年全体で50～60名程度留年している。

- NHKロボコンで毎回上位に入賞しているほか、最近ではロボカップ世界大会などにも出場している。2007年のロボカップでは、アメリカのMIT、ハーバード大学の共同チームに大差で勝利を収めた。また、2010，11年は世界大会ベスト4，2012年は世界大会3位[6]を記録した。

- 数検グランプリの常連校である[7]。
- 駅伝が盛んで[8]、名古屋大学と共同開催の須賀杯駅伝[9]（中日新聞協賛[10]）や学内対抗のクラブ対抗駅伝[11]を行うほか、西日本地区高専駅伝では2度の優勝[12][13]を果たしている。

- 学校指定の制服はなく、服装、髪型に規定はない。3年生以上であれば学校が設定する交通安全合宿ならびに各期毎の自動車等使用許可説明会、安全運転講習を受講し、さらに授業料免除申請をしない場合に限り、自動車やバイクによる登校も許可されている。

- 高い就職率を誇り、毎年多くの企業から求人がくる[14][15][16][17][18][19]。編入学制度を利用することにより卒業後に大学3年へ編入学することも可能であり、ほぼ半数の学生は国立大学の工学部または専攻科へ進学する[20][21][22][23][24][25]。

- 自主自律の精神を重視し、学業・部活動・寮生会・学生会などの活動が盛んである。また、寮祭やこうよう祭など様々な年中行事が開催される[26][27][28]。

## 沿革

### 年表

#### 前史
- 1962年（昭和37年）
  - 7月18日 - 衆議院議員、浦野幸男を会長とする国立豊田高専設置協力会が発足[30]。
- 1963年（昭和38年）
  - 1月11日 - 愛知県豊田市に豊田工業高等専門学校の設置が決定[31]。
  - 1月16日 - 文部省大学学術局長、小林を会長とする豊田工業高等専門学校設置準備会を名古屋大学本部に設置（名古屋大学は豊田高専の当面の主要教職員人事等を斡旋協力する世話大学）[32]。
  - 1月28日 - 教員選考委員・入学候補者選考委員を委嘱[31]。
  - 2月16日、17日 - 昭和38年度入学者選抜学力検査を、豊田・豊橋・一宮・名古屋計4会場で実施。志願者倍率は17.5[31]。

#### 須賀太郎校長時代
- 1963年（昭和38年）
  - 4月1日 - 機械工学科、電気工学科及び建築学科を置く豊田工業高等専門学校が設置。名古屋大学教授理学博士須賀太郎が初代校長に任命[33]。
  - 4月20日 - 開校式及び第1回入学式を豊田市トヨタ町トヨタ自動車工業株式会社トヨタ会館において挙行。同社本社工場内の施設を仮校舎とし、豊田市西町旧豊田市役所を仮学生寮として発足。入学許可者125名（機械43名、電気41名、建築41名）。船橋勝次を会長とする教育後援会結成[34]。
  - 10月10日 - 学生会結成[34]。
  - 10月16日 - 「創立の精神」を教官会議で決定[34]。
  - 11月5日～7日 - 学校祭を開催、5日には開校記念式典、6日体育祭、7日猿投山登山[34]。
- 1964年（昭和39年）
  - 2月12日 - 初の学生会役員選挙実施[34]。
  - 3月 - 第1期工事(校舎、守衛室、車庫、学生寮)竣工[33]。
  - 4月13日 - 仮校舎・仮学生寮から栄生町の新校舎・新学生寮に移転[35]。
  - 4月22日 - 学生会各部活動開始[35]。
  - 10月2日 - 学生寮委員会が発足[35]。
  - 11月4～7日 - 開校記念学校祭を開催[35]。
  - 12月 - 第一回須賀杯駅伝競走を開催[36]。
- 1964年12月 - 陸上競技場整備工事竣工[33]。
- 1965年（昭和40年）
  - 1月25日 - インターアクトクラブ発足会を開催[36]。
  - 2月1日 - 校歌委員会を設置[36]。
  - 3月10日 - 入試預託金制度問題化（後述）[26]。
  - 3月31日 - 第2期工事(校舎、機械実習工場、学生寮)、野球場整備工事竣工[36][33]。
  - 4月1日 - 学生準則を施行。週当り授業数を38時間に削減。英語教育に外国人講師制度を実施。低学年寮に指導寮生制度を実施[36]。
  - 4月12日 - スクールバス定期運転開始[36]。
  - 6月1日 - 体育施設建設協力会を設置し、2500万円募金を開始[36]。
  - 8月23日 - デトロイト交換学生来校[注釈 1][37]。
  - 9月9日 - 台風23号接近のため臨時休業[37]。
- 1966年（昭和41年）
  - 3月31日 - 第3期工事(校舎、学生寮、体育館)竣工[33][37]。
  - 4月 - 午前9時10分始業に変更[38]。
  - 8月28～30日 - 第一回全国高専体育大会を豊田高専主管で開催（会場名古屋）バレーボール優勝[39]。
  - 10月7～10日 - 第一回杜若祭（とじゃくさい）開催、テーマは「若者よ！燃えあがろう」7日寮祭、8，9日文化祭(本山政雄講演）、10日体育祭[39]
  - 11月5日 - 校舎落成式を挙行[39]。
  - 12月8日 - 学生に政治活動の禁止等を告示[39][注釈 2]。
- 1966年4月 - 庶務課、会計課が設置
- 1966年8月 - 本校主管第1回全国高等専門学校体育大会。水泳プール竣工
- 1967年（昭和42年）
  - 2月 - 学生寮竣工
  - 9月16日 - 学生会新聞「開拓者」創刊
  - 10月31日 - 吉田茂国葬のため午後休校
- 1968年（昭和43年）
  - 3月 - 学生寮、武道場、学生集会室竣工
  - 3月22日 - 第1回卒業式、式後パーティ、同窓会紫光会発足、学生会文集「かきつばた」創刊
  - 4月 - 土木工学科が増設。低学年全寮制実施（女子学生を除く）

- - 10月23日 - 明治100年記念のため午後休校
- 1969年（昭和44年）
  - 3月 - 土木工学科棟校舎、学生寮竣工
  - 3月22日 - 第2回卒業式にて、卒業者116名校歌斉唱拒否事件発生（後述）[41]。
  - 4月1日 - 学寮の名称を公募により改称[40]。
  - 5月14日 - 許可制についての討論会を開催[40]。
  - 6月18日 - 学生集会が開かれ、添書制[注釈 3]廃止などを要求[42]。
  - 6月28日 - 文化部自治会が結成[42]。
  - 7月7日 - 学生主事、他高専宛に七夕文書発送[43]。
  - 7月9日 - 教官会議に学生が傍聴を要求し、座り込む[42]。
  - 8月15日 - 「豊田高専広報」第一号を発行、父兄宛に郵送[42]。
  - 9月5日 - 学生会が公開質問状を提出、10日教官会議に回答を求め介入[42]
  - 9月24日 - 学生総会で話し合いを要求する全学ストライキを可決[42]
  - 9月25日 - 学生会と教官との団交開催、学生会ストライキ続行を決議[42]
  - 9月29日 - 教育後援会がスト収拾のため全学集会を開催、学校側は2日間の休講措置を発表、漸次10月5日まで延長[42]
  - 10月6日 - 学生総会開催、学生側スト解除[42]
  - 10月8日 - 学生3名がハンガーストライキに突入、10日中止[42]
  - 10月17日 - 学生会役員選挙実施[42]
  - 10月下旬 - 全国校長会議において「添書制の運用については各学校の自主性に委ねる」との要旨が決定[44]。
  - 10月26日 - ハンスト決行三学生を退学に処す[42]
  - 10月29日 - 前学生会長を退学に処す[42]
  - 11月1～3日 - 第4回杜若祭開催、テーマ「改革」、体育祭は中止[42]
  - 11月11日 - 一部学生が校舎を封鎖、教職員が解除[42]
  - 11月13日 - 学生らが校舎封鎖に成功、定期試験延期[42]
  - 11月18日 - 校舎封鎖自主解除[42]
  - 12月26日 - 校舎封鎖関係学生14名の処分を告示[42]
- 1970年（昭和45年）
  - 1月1日 - 広報第二号（学校指針）を発行[42]
  - 3月27日 - 学生会が「豊田高専闘争の記録」を発行[42]
  - 4月1日 - 学生課設置、仮進級制度廃止
  - 11月29日 - 寮生父兄部会発足
  - 11月30日 - 教務主事が「学生諸君の勉学を切望する」文書発表
- 1971年（昭和46年）
  - 2月16日 - 寮生会役員会が教官会議に「入寮面接実施」に関する質問状を提出
  - 3月22日 - 第4回卒業式挙行、卒業者94名の最小記録
- 1972年（昭和47年）
  - 3月25日 - 図書館工事竣工
  - 4月28日 - 数名の卒業生より公開質問状「豊田高専当局に問う」が出される
  - 5月15日 - 沖縄返還記念日のため休講
  - 9月26日 - 豊田高専教職員組合結成
  - 10月19日、20日 - 東海地区高専体育大会秋期大会を主管開催、野球で優勝
  - 10月30日 - 学生会会長が「学生会破滅論」を発表
- 1973年（昭和48年）
  - 2月 - 電子計算機室、豊田記念会館竣工
  - 3月1日 - 中型電子計算機システムFACOM230-25を導入、電子計算機室に設置
  - 3月23日 - 土木工学科同窓会「豊友会」発足
  - 4月1日 - 学業成績評価規程改正、ABCDF段階評価
  - 5月30日 - 創立10周年記念式を挙行、豊田記念会館披露
  - 12月22日 - エネルギー危機のため寮生の一時規制措置を予告（石油事情好転のため実施はされなかった）

#### 榊米一郎校長時代
- 1974年4月 - 校長須賀太郎が退官、名古屋大学教授工学博士榊米一郎が第2代校長に任命

#### 市川眞人校長時代
- 1976年10月 - 校長榊米一郎が豊橋技術科学大学長に就任、名古屋大学教授工学博士市川眞人が第3代校長に任命
- 1976年11月 - 学生食堂増築竣工
- 1977年3月 - 身体障害者用エレベーター取設、生活廃水処理施設その他取設竣工
- 1978年1月 - 機械工学科流体実験伝熱実験装置上屋新営竣工
- 1978年10月 - VTR編集装置完成
- 1979年1月 - 建築学科構造物繰返し載荷試験棟新営工事竣工
- 1979年3月 - 合宿研修所竣工、データステーション開所
- 1980年3月 - 土木工学科土質実験棟竣工
- 1981年1月 - 福利厚生会館竣工
- 1981年7月 - 校舎増築竣工
- 1982年3月 - 第2体育館竣工
- 1983年6月 - 材料・構造物疲労試験センター設置
- 1983年11月 - 創立20周年記念式を挙行
- 1985年3月 - 校長市川眞人が退官

#### 岩田幸二校長時代
- 1985年4月 - 名古屋大学教授工学博士岩田幸二が第4代校長に任命
- 1986年3月 - 学生寮竣工
- 1987年3月 - 学生寮全棟改修工事竣工
- 1987年4月 - 情報工学科増設
- 1988年9月 - 情報工学科棟竣工
- 1990年9月 - 校長岩田幸二が退官

#### 堀井憲爾校長時代
- 1990年10月 - 名古屋大学教授工学博士堀井憲爾が第5代校長に任命
- 1993年4月 - 土木工学科が環境都市工学科に改組
- 1993年11月 - 創立30周年記念式を挙行
- 1994年4月 - 専攻科（電子機械工学専攻、建設工学専攻、情報科学専攻）設置
- 1995年3月 - 校長堀井憲爾が退官

#### 鬼頭幸生校長時代
- 1995年4月 - 名古屋大学教授工学博士鬼頭幸生が第6代校長に任命
- 1996年3月 - 専攻科棟竣工
- 1996年7月 - 学内共同利用施設データステーションをマルチメディア情報教育センターに改める
- 1999年4月 - 電気工学科が電気・電子システム工学科に名称変更
- 1999年11月 - 福利施設（食堂）竣工
- 2000年3月 - 校長鬼頭幸生が退官

#### 髙木不折校長時代
- 2000年4月 - 名古屋大学教授工学博士髙木不折が第7代校長に任命
- 2001年11月 - 講義室・土質実験室竣工
- 2002年11月 - 地域共同テクノセンター竣工
- 2003年2月 - 校舎改修工事（教室）竣工
- 2004年3月 - 校舎改修工事（電気・電子システム工学科棟、建築学科棟）竣工
- 2004年4月 - 実習工場をものづくりセンターに名称変更、独立行政法人国立高等専門学校機構が設立する国立高等専門学校となる
- 2004年4月 - 電気・電子システム工学プログラム、環境都市工学プログラムのJABEE認定
- 2005年3月 - 校長髙木不折が退任

#### 末松良一校長時代
- 2005年4月 - 名古屋大学教授工学博士末松良一が第8代校長に任命
- 2005年4月 - 機械工学プログラム、情報科学のJABEE認定
- 2005年10月 - 校舎改修工事（一般管理棟、図書館及び第1体育館の耐震改修）、図書館エレベータ竣工
- 2006年12月 - 環境都市工学科棟改修工事が完成
- 2006年4月 - 建築学プログラムのJABEE認定
- 2008年4月 - 事務組織改組により、総務課・学生課の2課体制となる
- 2009年3月 - エレベータ工事(環境都市工学科棟及び専攻科棟)が完成
- 2011年3月 - 校長末松良一が退任

#### 髙井吉明校長時代
- 2011年4月 - 名古屋大学教授工学博士髙井吉明が第9代校長に任命
- 2013年3月 - 創志寮が竣工
- 2013年11月 - 創立50周年記念式を挙行
- 2014年3月 - 機械工学科棟改修工事が完成
- 2017年3月 - 校舎改修工事(一般学科棟･管理棟)が完成、校長髙井吉明が退任

#### 田川智彦校長時代
- 2017年4月 - 名古屋大学教授工学博士田川智彦が第10代校長に任命
- 2017年9月 - 学生寮改修工事（大志寮）が完成
- 2019年4月 - マルチメディア情報教育センターをICTセキュリティ教育センターに改組
- 2020年3月 - 創造工房棟が完成
- 2021年4月 - 新入生に新カリキュラムが導入（数理・データサイエンス・AI教育プログラムの実施、一般科目単位数が87から85に[注釈 4][45][46]）
- 2021年7月 - 輝志寮が竣工
- 2022年3月 - 校長田川智彦が退任
- 2022年3月 - 新栄志寮が竣工

#### 山田陽滋校長時代
- 2022年4月 - 名古屋大学教授工学博士山田陽滋が第11代校長に任命
- 2023年2月 - 新講義棟改修工事が完成
- 2023年3月 - 新友志寮が竣工
- 2023年12月 - 創立60周年記念式を挙行
- 2024年2月 - 新明志寮が竣工
- 2025年3月 - 校長山田陽滋が退任
- 2025年4月 - 名古屋大学教授理学博士阿波賀邦夫が第12代校長に任命

## 学科

### 本科（準学士課程）

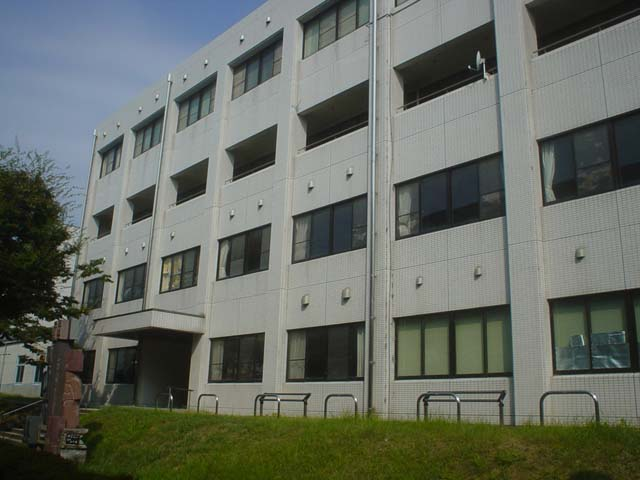
情報工学科棟

本科は以下の5つが置かれている。（括弧内は略称）
- 機械工学科(M)HP
- 電気・電子システム工学科(E) HP
- 情報工学科(I) HP Facebook
- 環境都市工学科(C) HP
- 建築学科(A)HP

各学科1クラス（定員約40名）ずつで編成されており、各科の専門教育並びに一般教育科の一般教育を受講する。5年制の一貫教育を経た後には、「準学士」の称号を使用することができる。
- 2025年(令和7年)4月時点。

| 名称(略称) 英語名称 | 名称(略称) 英語名称                                               | 設立年月日     | 学科長    | 定員 | 学生数 (女子) |
| ------------------- | ----------------------------------------------------------------- | -------------- | --------- | ---- | ------------- |
|                     | 機械工学科(M) Mechanical Engineering                              | 1963年04月01日 | 鬼頭 俊介 | 200  | 230(33)       |
|                     | 電気・電子システム工学科(E) Electrical and Electronic Engineering | 1963年04月01日 | 吉岡 貴芳 | 200  | 223(31)       |
|                     | 情報工学科(I) Information and Computer Engineering                | 1987年4月1日   | 江﨑 信行 | 200  | 217(49)       |
|                     | 環境都市工学科(C) Civil Engineering                               | 1968年04月01日 | 小林 睦   | 200  | 219(78)       |
|                     | 建築学科(A) Architecture                                          | 1963年04月01日 | 山田 耕司 | 200  | 222(106)      |
| 計                  | 計                                                                | 計             | 計        | 1000 | 1111(297)     |

### 専攻科（学士課程）

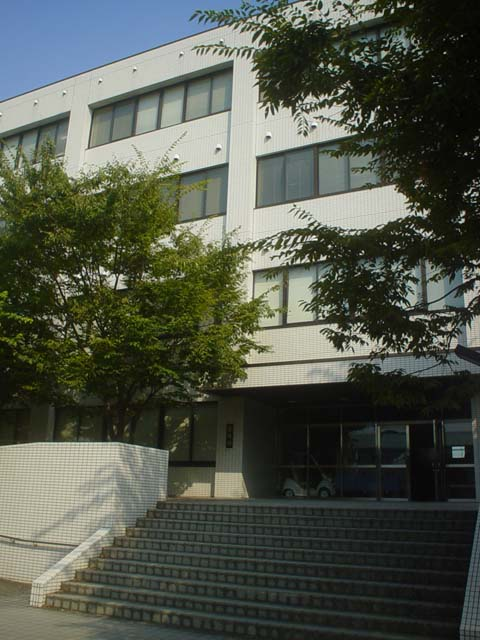
専攻科棟

専攻科は以下の3つが置かれている（括弧内は略称）。全ての学科でJABEE認定教育プログラムを実施している（技術士第一次試験が免除され、技術士補として登録できる）。
- 電子機械工学専攻(D) 入学定員は8名。
  - 電気・電子システム工学プログラム
  - 機械工学プログラム
- 建築工学専攻(K) 入学定員は8名。
  - 建築学プログラム
  - 環境都市工学プログラム
- 情報科学専攻(J) 入学定員は4名。
  - 情報科学

2年間の専攻科を卒業し、学位授与機構の試験に合格すると、「学士」の学位が授与される。

## 研究

### 古文書解読システム
豊田高専 くずし字翻刻サービス
2022年、早坂太一教授が岡崎信用金庫と共同で開発した。人工知能が江戸時代ごろに使われた「くずし字」を判別し、現代の活字に数秒で変換する。

### 熱中症リスク判定AI
2023年6〜9月、ポーラ・オルビスホールディングスと連携し建設会社3社（竹中工務店、太啓建設、三和建設）と連携して実証試験を行った。豊田高専の「熱中症対策AIカメラ」が基盤技術となっている。

## アクセス

### 鉄道
- 名鉄

名鉄豊田線「上豊田駅」又は名鉄三河線「梅坪駅」で下車、徒歩約25分。
- 愛知環状鉄道

「愛環梅坪駅」で下車、徒歩約20分。

### バス
- とよたおいでんバス
  - 名鉄三河線「豊田市駅」又は愛知環状鉄道「新豊田駅」で下車、「とよたおいでんバス」『藤岡・豊田線（加納経由）』藤岡支所行き乗車、西山公園下車 徒歩約8分。
  - 名鉄三河線「豊田市駅」又は愛知環状鉄道「新豊田駅」で下車、「とよたおいでんバス」『保見・豊田線』浄水駅行き乗車、横山町下車 徒歩約13分。

### タクシー
豊田市駅または新豊田駅から約10分。(愛環梅坪駅、上豊田駅に通常タクシーはいない。)

### 自動車
東名高速豊田ICから車で約20分。国道155号「逢妻町4」交差点に豊田高専の方向を示す看板がある。

## 周辺

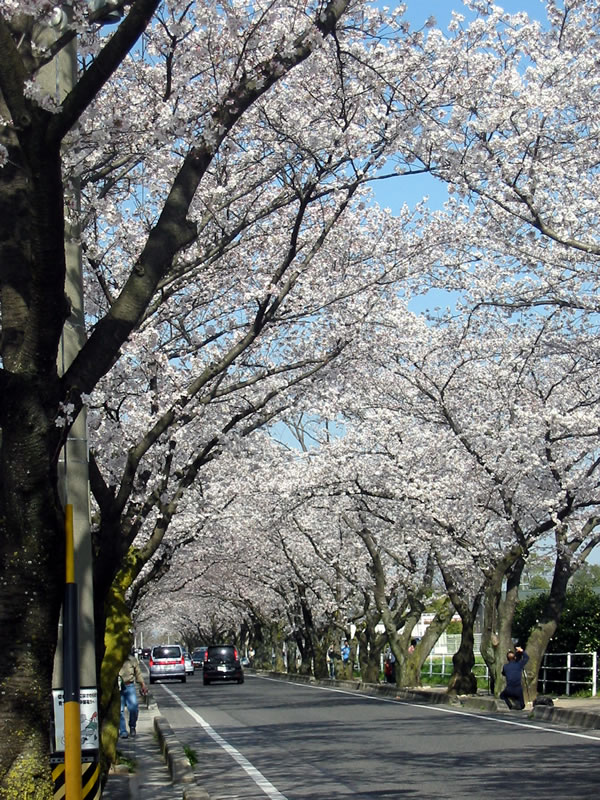
正門前の桜並木

- 「400m道路」 校門の前から緑化センターまでの道路は両脇に桜の木があり、桜の開花時期には桜のトンネルと化す。この道路は、学内では「400m道路」と呼ばれている[55]。
- 「○○坂」 豊田高専周辺は坂が多く、とても臭い「モーモー坂」[56]や豊田地域医療センター前の「医療坂」、「梅坪坂」などの名称が校内で使われている。また旧大浴場への階段の脇は「留年坂」と呼ばれる[55]。
- 梅坪浄水運動広場 梅坪浄水運動広場（豊田市HP） 2019年10月1日オープン[57]。芝生広場、ウォーキングコースは予約不要で利用できる[57]。
- 1970年代に、学校隣接地域に住宅団地が造成された[58]。

## 象徴

### 校章
愛知県の県花である杜若（かきつばた）に基づいて日本の紋章の単純さ、安定感、線の力感を尊重してデザインされた。単に古い紋章を再現せず、それをデフォルメして単純な図形のうちに力強さ、安定感、純粋さと同時に、若々しさを盛ろうとした。花弁を3片として、花髄を太く3分し、豊田のイニシャルTを表している。中の文字を除き3面いずれからも同一図形である。これは安定感とともに中庸さを表している。

### 校歌
作曲前田卓央。歌詞は歴史的仮名遣、文語体。令和5年度卒業式で校歌斉唱が復活した。三番まであるが歌える学生は少ない。
楽譜、音源 豊田高専ホームページ 学校の沿革

### 学生歌
1966年度。作詞橋本敬治郎、作曲前田卓央。校歌と同様に歴史的仮名遣、文語体。4番まである。現在歌われる機会はほとんどなく存在を知る学生は少ない。

### 豊田高専記念歌（君の夢は）
1993年度。作詞作曲田中好孝。歌詞は口語体で、「頃」の字を除き全て常用漢字であった。学生歌と同様に現在歌われる機会はほとんどなく存在を知る学生は少ない。

### シンボルマーク
2013年に豊田高専創立50周年ロゴデザインコンテストが行われた。50周年を記念して、学校設立当時制定され、長く親しまれてきた校章に加えて、本校のイメージにふさわしい、末永く使用できるロゴマークを制作・制定することとした。最優秀賞1点を採用作品とするとしたが、該当作品はなかった。

## 海外留学・異文化理解活動

### 海外留学
2,3年時に特定の留学派遣団体（AFS,YFU,EIL）の交換留学制度を通じて1年間海外留学に行くことが出来る。留学先では殆んどの学生が現地の高校に通い、ホストファミリーの家庭に入り生活をする。本校では年間30名以上の学生が留学に行っている。
また、ドイツ・アーヘン専門大学（ドイツ語版ウィキペディア）（FH Aachen, Freshman Program）との協力関係があり、第4学年以上の学生（専攻科生含む）は1年間留学できる。

### 国際交流ビデオコンテスト
令和2年度開始。高専生が海外の学生とペアになり、Teamsなどを使って共同でプレゼンビデオを製作する。

### 外国人留学生の受け入れ
毎年、文部科学省奨学金を受けた国費外国人留学生及びマレーシア政府派遣留学生などが、第3学年に編入学している。令和5年4月からは、10名の外国人留学生が寮生活をしながら、専攻する専門科目、日本語・日本事情などを学んでいる。多くの外国人留学生は、本校卒業後日本の大学に３年次編入学、または高専専攻科に進学する。
- インドネシア（1名）
- カンボジア（3名）
- マレーシア（4名）
- モンゴル（2名）

こうよう祭で模擬店出店、低学年生向け国際理解・異文化理解講座での講演などの活動を行っている。

### TEDxToyotaKOSEN
HP X Facebook Instagram
豊田高専は、2021年度高専機構として初めてTEDxのライセンスを取得し、2022年2月26日（土）にSDGsをテーマとしたイベントを開催した。
2023年、2024年3月10日に松本嘉考オーガナイザーの下第3回の開催が決定した。
こうよう祭、寮祭同様「パート」と呼ばれる組織に分かれ準備する。パートのリーダーは「パーリー」と呼ばれる。
| 回 | 開催日        | テーマ | スピーカー |
| -- | ------------- | ------ | --- |
| 1  | 2022年2月26日 | SDGs   | ヌルアデリン・ビンティ・アブ・バカル、内山慎太郎、ニコラス・リム・ホンダ、藤本悠太郎、林田優月、ジェラルド・フィドラ、石川孔明、田川智彦 |
| 2  | 2023年3月12日 | SDGs   | 山口耕平＆Leticia Conte Zulian、Rui Costa、池戸さくら、望月優子、松崎未侑、Poramet Charoynoot                                            |
| 3  | 2024年3月10日 | SDGs   | Ratnar Sam、Lina Siev、玉村大介、Mimi&Harry、林篤志                                                                                      |

### KOSEN Global Camp
令和6年から教室、学寮と豊田市内で実施する国際交流プログラム。令和6年度のテーマは、「未来のスマートシティーを志向する、フィールド・ものづくり・デザイン・エンジニアリングのトータルワークショップ」。豊田高専の学生、国内の他高専、イギリス、ベトナム、タイからの留学生が1週間をかけて、豊田市をベースにして新たな都市像を描く。ワークショップでは、レゴブロックによる街づくり、公共の概念を学ぶ講義、豊田市内のフィールドワーク、住民やステークホルダーとの座談会などを通して、”理想的なスマートシティー”をグループで計画し、発表会を行う。参加学生は、豊田高専内の学寮で過ごした。科学技術振興機構主催の「国際青少年サイエンス交流事業（さくらサイエンスプログラム）」の支援を受けている。

## 施設・設備

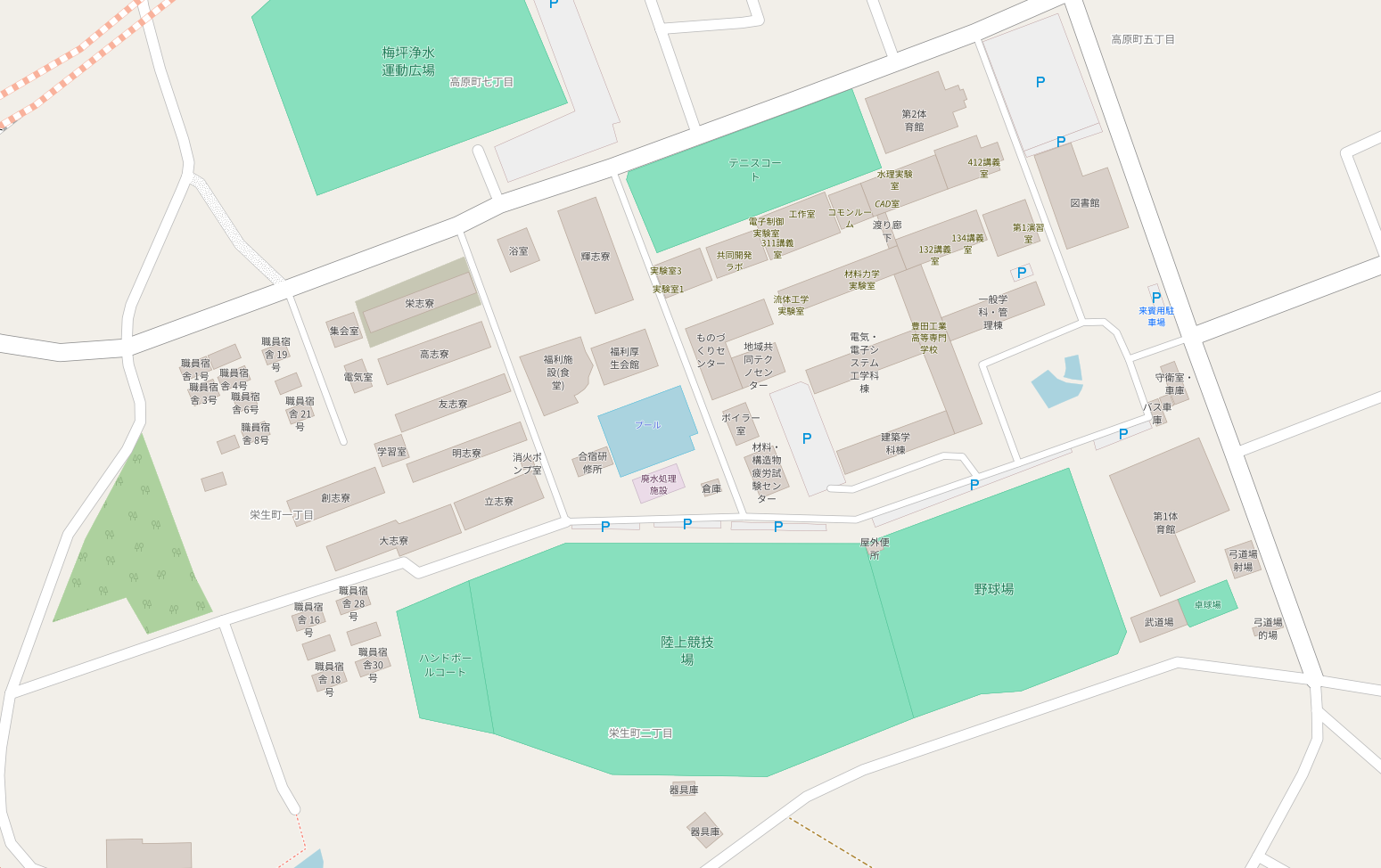
豊田高専内地図

教室番号の百の位は棟名（１：第１講義棟、２：新講義棟（環境棟増築部）、３：情報工学科棟、４：第２講義棟）、十の位は階数、一の位は西側からいくつ目の教室であるかを表す。

### 校舎等施設
授業は第1講義棟（「于」の字状の校舎の右上部分）、第2講義棟、情報工学科棟の教室で行われ、一部の専門の授業は各学科棟（機械工学科棟、電気・電子システム工学科棟、情報工学科棟、環境都市工学科棟、建築学科棟）で行われる。
また、情報工学科棟には情報工学科生専用のコンピュータ室がある。

#### 豊田記念会館
第1講義棟と図書館の間の建物の2階。会議室の他、サーバー室、ネットワーク室、準備室資料室がある。

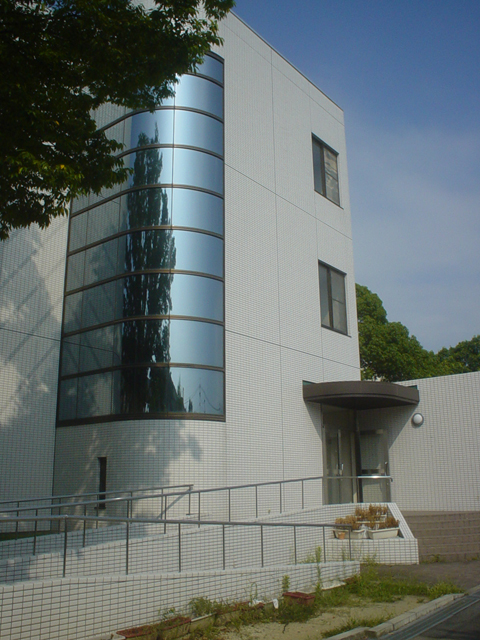
第2講義棟

#### 福利厚生会館
1981年4月にオープン。プール北、食堂東に位置する。2階建792m2。1階には学生課事務室、保健室、静養室、学生相談室、カウンセリング室があり、2階には売店を始め進学・就職資料コーナー、留学生談話コーナー、会議室、和室、文化系のクラブ室がある。

#### 合宿研修所
課外活動施設。プール西、食堂南に位置する。学生の合宿研修及び集会に使用するため、1979年3月に設置された。鉄筋コンクリートの2階建196m2。1階に学生会室、軽音楽部のクラブ室がある。

### 図書館
豊田高専図書館 公式サイト

2025年7月現在、図書館改修工事のため閉館中。臨時図書館が管理棟３階コラボレーションスペース８にて開館している。
高専の学習指定図書、各種専門参考書、辞典、文学・文芸書、文庫、新書、美術関連図書など約16万冊の蔵書があり、これは全国の高専でもトップクラスである。また新聞、雑誌閲覧コーナー、ビデオ・DVD鑑賞を行うこともできる。閲覧席は114席。現在、本校が整備をすすめている英語多読図書は約5,300冊の蔵書がある。一般開放されており、英語多読用図書の利用や英語多読セミナーの参加のため、多くの一般利用者が利用する。コピー機設置。リクエストサービスもある。豊田高専図書館は長岡技科大・高専統合図書館システム及び電子ジャーナルデータベースコンソーシアムに参加しており、インターネットからの蔵書検索（OPAC）、学内LANからの学術雑誌利用が可能。ICTセキュリティ教育センター、CALL教室とともにメディアコンプレックスを組織する。
| 曜日   | 授業期間中     | 休業期間中    |
| ------ | -------------- | ------------- |
| 月～金 | 8：45～19：00  | 8：45～17：00 |
| 土     | 10：00～17：00 | 休館          |

※日曜・祝日（振替休日）・年末年始は休館。臨時休館はその都度掲示される。公式サイトのカレンダーで確認できる。

#### 豊田高専図書館だより
1982年11月から1997年2月までにかけて35号発行された雑誌。以後休刊。

#### 起業家工房
旧インキュベーションセミナー室。高専生が起業を含め自由な発想で集中して活動にチャレンジできる試作スペース。学生に限らず学外の有識者も集いフリーディスカッションが出来る。2023年度に全国立高専 51 高専で整備されたうちのひとつ。
高専おもちゃクリニック豊田
豊田高専のものづくり技術を活かして、教職員や学生がおもちゃを修理する。原則無料で修理している。

### 教育研究用施設

#### ICTセキュリティー教育センター
HP（閉鎖済）
2019年マルチメディア情報教育センターをICT セキュリティ教育センターに改組。コンピュータルーム。第1講義棟と図書館の間の建物の1階。第1演習室、第2演習室に約100台のパソコンが設置されている。全学科共通で情報処理科目に使用。英語科目でのTOEIC対策のeラーニング教育にも利用されている。また休み時間や授業後は学生に開放されており、レポート・プレゼン資料作成、Visual Basic,C++,Java,Fortranなど各種プログラミング、CAD製図、インターネットなどを行うことができる。

#### ものづくりセンター
マルチメディアCAD/CAM/DNCシステム、マシニングセンター、CNC旋盤およびCNCフライス盤等の各種設備が備えられている。機械工学科の基礎実習、メカトロニクス実習、創造総合実習、工学実験等の授業科目および卒業研究のほか、多学科の実習、専攻科学生の実験、特別研究および研究装置の製作等にも利用されている。また学校見学会や文化祭等における施設の公開や高専ロボコンの制作活動にも活用されている。

#### 創造工房棟
2020年完成。鉄筋コンクリートの2階建502m2。流体・熱工学実験棟跡地。1階は企業等との共同研究等を行う共同開発ラボ、2階は授業や公開講座を行うアクティブラーニングスペース。約10×17ｍの無柱空間、約4ｍの天井高で、ロボカップ世界大会に向けた研究開発も行える。コンピュータ部の活動場所となっている。

#### 材料・構造物疲労試験センター
図書館、マルチメディア情報教育センターに次ぐ三番目の学内共同利用施設として1983年6月に設置された。主な装置として、振動三軸圧縮試験機、30tonf油圧サーボ疲労試験機、地震波振動台装置、動的載荷試験装置の4種類がある。

#### 地域共同テクノセンター

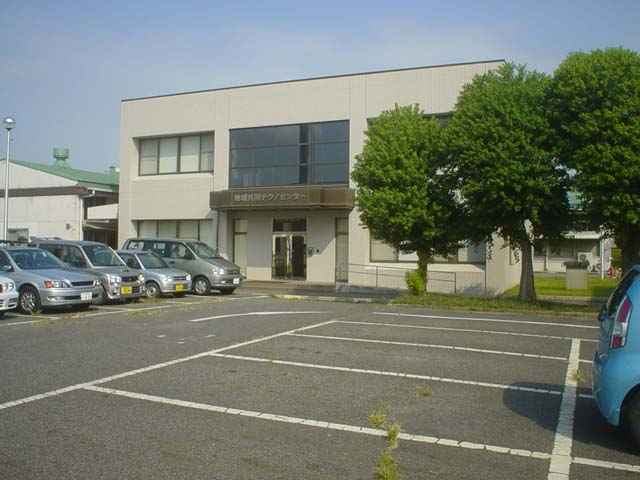
地域共同テクノセンター

民間企業・大学・研究機関などとの共同研究、本校の施設充実を目的に、平成14年10月に設置。地域交流部門、共同研究部門、技術教育研究部門、データベース部門において産学官連携の中核的役割を担う。

### 体育運動施設

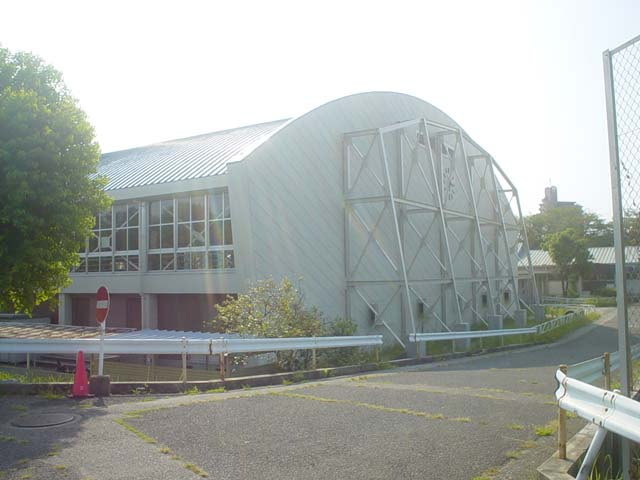
第1体育館

屋内施設として第1体育館、第2体育館、武道場、弓道場、卓球場（ウェイトトレーニング場を併設）。
- 第1体育館 豊田高専の大きい方の体育館。構内の南東に位置する。壁面には、創立20周年に同窓会から寄贈された大時計がある[注釈 8][96]。バスケットボールやバレーボールのコートが2面確保できる。バスケットボール部、バレーボール部、体操部の活動場所となっている[97]。
- 第2体育館 豊田高専の小さい方の体育館。構内の北東、第1駐車場の西に位置する。ハンドボール部、バドミントン部、空手道部の活動場所となっている[97]。
- 武道場 第1体育館の南側に位置する。剣道部、柔道部の活動場所[97]。

### 屋外競技施設
- 陸上競技場 構内の南に位置する。陸上競技部、サッカー部（西側)、ラグビーフットボール部（東側）の活動場所[97]。2005年サッカー部部長江崎信行を中心に検討がスタート[98]。グラウンドの複数部分を利用して芝草を植栽し数理モデルを構築した。2009年8月より品種ティフトン419を採用し、従来の張芝方式とポット苗移植方式（鳥取方式）の欠点を補完する「豊田方式」で学生ボランティア（サッカー部員）により全面芝生化を開始した。しかしラグビー部使用部分は失敗に終わった[99]。その後、2013年の創立50周年の際に同窓会により400mトラック内芝生化の記念事業が計画された。予算は2000万円で豊田スタジアムの芝生を譲り受けることによる予算縮小も検討されたが[100]、最終的には風力発電装置が寄贈された[101]。日本芝草学会2016年度春季大会では、可能な限り質を落とすことでさらなる低コスト化に成功しているとし、2016年度中に豊田市内の小学校（選定した5校のうち1校）の校庭の芝生化を実現するとした[102]。
- 野球場 硬式野球部の活動場所[97]。
- テニスコート 全天候コートが6面ある。東側はテニス部、西側はソフトテニス部の活動場所。
- ハンドボールコート
- プール

### 職員宿舎
14,048㎡に16棟の木造一階建て。老朽化している。

### 安全を誓う碑
「居安思危」の字が刻まれた石碑。石碑設置募金により、平成16年4月7日に建立された。二度と事故を起こさないことへの誓いと願いの意をこめられている。石碑建立を機に「安全を誓う日」が定められた。石碑側面には、「平成15年8月、将来に大きな夢を持っていた学生榊原悠介君の不慮の事故を機に、われわれは学校活動における安全をここに誓う。」の文字が刻まれている。

### 教育研究施設の総合的運営組織
各施設の連携を図り総合的な運営を行うため以下のようにグループ分けしている。
- テクノコンプレックス 地域共同テクノセンター、材料・構造物疲労試験センター、ものづくりセンター、専攻科
- メディアコンプレックス 図書館、CALL教室（LL教室）、ICTセキュリティ教育センター かつてはSCS等遠隔教育施設を含んだ[104]。

## 学生寮
HP（閉鎖済）

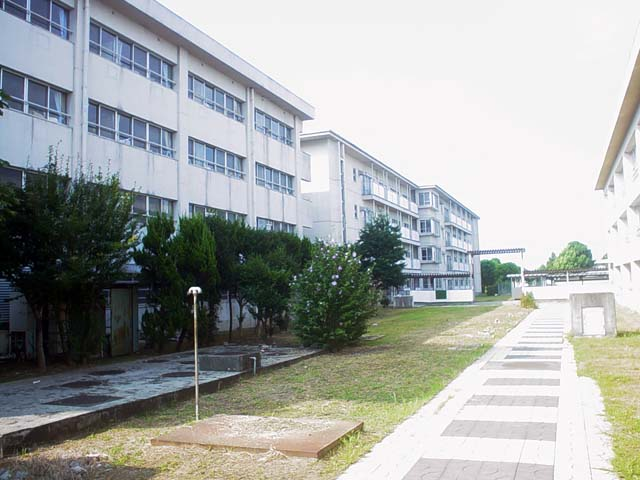
学寮

校内に、5棟の男子寮、1棟の女子寮(大志寮)、1棟の男女高学年寮(創志寮)、1棟の国際寮(輝志寮)が備えられており、410名が学生寮で生活をしている。1年生の入寮希望者は原則として入寮できる。2年生以上の学生は、入寮希望者数が収容人数を超えるため選考が行われ、通学の困難度・学業成績・部活動・学校や寮への貢献度等の総合的な評価によって、寮に入る学生が選ばれる。かつては低学年男子を全寮制としていた。また、本校の学寮の最大の特徴として「班長・指導寮生制度」がある。この制度は面接選挙によって選ばれた少数の高学年学生（3～5学年）が、低学年寮で1、2年の後輩とともに過ごし、生活全般および勉学をサポートする役割を担っている。
全ての寮で「志」の字が入った名称が採用されている。
学寮区域
```
栄志寮
```

```
友志寮
```

```
輝志寮
```

```
創志寮
```

```
大志寮
```

```
明志寮
```

```
学習室
```

```
         
食堂
```

```
福利厚生会館
```

```
合研所
```

```
             プール
```

本校の学寮では寮生の自主運営を尊重するという名目上、日々の寮生活の中で教員が関与する場面は点呼確認以外の点で殆んど無い。起床、点呼、消灯など一定の生活規則に対しては、教員が直接関与する方法をとらず、指導寮生及び班長が学校当局側の方針を一般寮生に守らせるように指導するという方法がとられている。
2025年4月現在新寮の建替え工事に伴い、定員を減らして運用している。
2020年度は、学生寮での生活費は寄宿料が月額700円、寮費が食事代を含めて月額約33,000円であった。

### 寮の沿革

#### 寮の略歴
学校開設時は寮として豊田市駅の東に建っていた木造の旧豊田市役所を借りていた。開設翌年度の1964年度には学内に新築された北寮（後の旧栄志寮）に移転した。さらにその翌年度の1965年度には高学年寮として中寮（後の旧友志寮）が、1966年度には同じく高学年寮の南寮（後の旧明志寮）、1968年には新寮（高志寮）が完成し1年生から5年生まで305名の寮生を擁することとなった。
1968年度から全寮制が導入された。この年の第5回寮祭から春開催となった。年度末には立志寮が完成し、1969年度寮名の公募がされた。以降大志寮の誕生まで北から栄志寮、高志寮、友志寮、明志寮、立志寮の5寮の体制が続くことになる。

#### 寮年表
1966年4月、食堂が業者請負から学校直営となる。
1968年3月、高志寮、友志寮、明志寮の増築。増築の継ぎ目からの漏水。
1970年3月、「豊田高専食堂物品納入組合」結成。食材一品目一業者指定の業者単数制。
1971年度、寮棟間の屋根付き連絡通路の設置。
1971年度後半、徐々に食堂主要品目が業者複数制となる。
1972年8月、食堂・厨房の改造。
1972年9月、通学生、教職員の寮食堂利用差し止め。
1972年11月、プレハブの仮設一般食堂が開く。
1975年度、豊田市内等に居住する一部2年生の通学が許される。寮歌初選定。
1976年度、高学年寮生を限度を超えて受け入れる（定員178名、入寮許可202名。超過人員は低学年寮である立志寮1階に収容）。高学年入寮選考基準作成。翌年度より主に通学困難度で判断した面接方式から、寮生の質的向上と寮風の健全化を目指した書類選考方式に切り替えられた。
1977年1月、学寮食堂の東に一般食堂が新築。
1977年度、市川校長発言の影響を受け、室長制（後の班長制）が導入。下宿学生に学寮食堂利用を認める。
1977年10月15日午後0時過ぎ、国道1号線松田橋交差点で、オートバイで走行していた2年機械工学科の寮生2名が大型トラックに轢かれる。トラックは気がつかないまま20メートル走行。1名は即死、もう一名は3時間半後に死亡した。トラック運転手の一方的過失だった（前方不注意）。
1978年、前述の交通事故学生2名の両親による寄付によって名画3点を購入。立志寮3階談話室にブラックの「レモンのある静物」、高志寮3階の階段壁面にモネの「白と紫の睡蓮」、高志寮1階和室に銭選の「早秋」の複製が飾られた。
1978年11月、学寮食堂疑似中毒事件発生。豊田市保健所の検査で、原因は文化祭準備による過労やかぜに加えて、月に一度の特別食の食べ過ぎと判明した。
1980年度、寝具リース会社により布団・枕・シーツを2週間おきに交換が開始。
1981年度、寮食が直営から業者委託になる。
1995年9月、扇風機の持ち込みが解禁。
2001年1月、現食堂オープン。
2012年、エアコン導入。これにより、2015年度から夏季の閉寮期間が、以前の7月下旬～8月末より8月中旬～9月中旬に移行された。
2013年、男女高学年寮として創志寮が新たに建設された。
2017年、大志寮の改修工事が行われ、10月期から大志寮が女子寮へと変更された。全女子寮生は大志寮に住むことになる。それに伴い立志寮が男子寮となった。
2021年9月、国際寮（輝志寮）竣工。
2022年6月、新栄志寮竣工。
2023年6月、新友志寮竣工。
2024年5月、新明志寮竣工。

### 寮施設

#### 福利厚生施設（食堂）

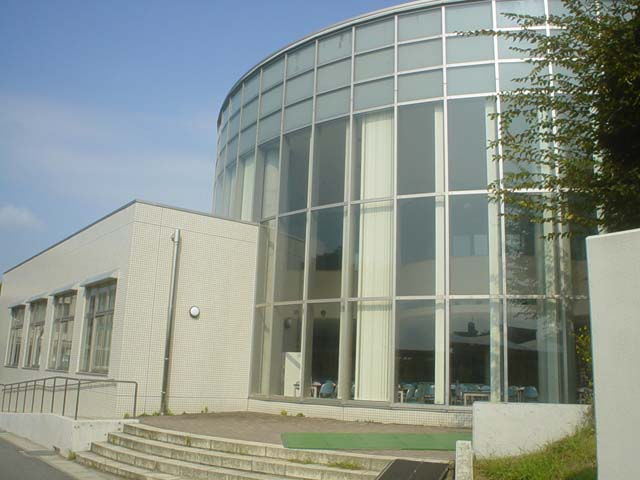
食堂

2000年1月オープン。学生・教職員が利用できる。学生寮と校舎を結ぶ位置にあり、学生便覧による分類では学寮施設となっている。構造はR2、面積は998㎡。1階に寮生食堂(300席)、2階は一般食堂(100席)となっている。愛称は「ＭＥＩＣＡ（めいか）」。

#### 明志寮
- 南寮
- 1965年竣工、鉄筋コンクリート造３階建てで延べ面積は945㎡。定員は64名で片廊下式（すべて南側の部屋）[119]。
- 旧友志寮と間違えられることが多かった[55]。
- 1987年改修[5]。

#### 立志寮
- 1965年竣工、鉄筋コンクリート造４階建てで延べ面積は1595㎡。定員は117名で中廊下式[119]。
- 1階階段天井が異常に低かった。1979年に改修され、解消した[124]。
- かつては学校唯一の女子寮であった[55]。
- 1987年改修[5]。

#### 大志寮
- 1986年竣工、鉄筋コンクリート造４階建てで延べ面積は2,586㎡。定員は131名で中廊下式[119]。
- 2017年の増加する女子に対応した改修以降、女子寮[119]。

#### 創志寮
- 2013年竣工、鉄筋コンクリート造４階建てで延べ面積は1,440㎡。定員は80名で中廊下式[119]。
- 男女高学年寮。

#### 輝志寮
- 2021年竣工、鉄筋コンクリート造3階建てで延べ面積は1,502㎡。定員は68名[5]。
- 男女高学年寮。
- 旧第3駐車場跡地[90]。
- シェアハウス型の混住型国際寮[108][125][126]。日本人学生が留学生と共同生活する。1階には共用のラーニングスペース及びデッキの共用空間がある[120]。ハラル対応キッチンやシャワー室等を完備[120]。6～7室の個室からなるユニットが男女別に計10部屋ある。国際寮は高専制度60年を記念し、全国17校の高専で予算措置が取られた[127][128]。

#### 栄志寮
- 北寮
- 2022年3月竣工、鉄筋コンクリート造の造地上３階建てで延べ面積は1,882.73㎡。定員は73名で中廊下式[129]。
- 各居室にサービスバルコニーと掃き出し窓がある[129]。
- 外壁は外断熱工法、開口部は複層ガラス・Low-eガラス[129]。
- 大浴場・集会室を集約している。学生寮部分が３層なのに対し、大浴場・集会室は２層の建物構成[129]。
- 大浴場の面積は90㎡、シャワー数53個。男子風呂。壁にモザイクタイルで富士が描かれている[注釈 16][130]。
- コンクリートの打放し・グリッド形状を強調した外観である[129]。

#### 友志寮
2023年6月運用開始。

#### 学習室
構造はR1、面積は107㎡。

#### 消火ポンプ室
構造はB1、面積は7㎡。

#### 廃止された施設
- 仮学生寮
  - 栄生町移転前。
- 旧栄志寮
  - 1964年竣工、ＲＣ３階で延べ面積は1,316㎡。定員は73名で中廊下式[119]。
  - 各室には白馬・五龍・剣・薬師・常念・穂高・明神[注釈 17]などと呼び名がついていた[131]。
  - 跡地に新栄志寮が完成した。
- 旧集会室
  - 旧栄志寮の西に存在した。
- 旧友志寮
  - 中寮
  - 1965年竣工、ＲＣ３階で延べ面積は945㎡。定員は64名で片廊下式（すべて南側の部屋）[119]。
- 旧高志寮[注釈 18]
  - 1967年竣工、ＲＣ３階で延べ面積は1,575㎡。定員は103名で中廊下式[119]。

### 寮生の生活
寮生は先述した低学年寮生と高学年寮生によって日常生活のルーチンを大いに異とする。平常時の寮生の生活は以下の通りである。なお、寮生の生活スケジュールは、入寮時に配布される、「学寮のしおり」に詳細が記載されている。この冊子は豊田高専学寮Webサイト上で一般に公開されていたが閉鎖された。

#### 共通事項
- 寮内には委員会が設置され、所属する学生が学寮の運営にかかわる[135]。
- 寮生は全員レンタルの寝具を使用する（布団上下各一枚、毛布１枚、枕１個）。寝具は夏季閉寮及び学年末閉寮の時にレンタル会社へ返却する。 シーツ（上下各１枚）、枕カバーは２週間に１度原則木曜日に交換が行われる。
- 半年に1回、部屋替えが行われる。
- 夏期・冬季・春期の長期休暇の間、学寮は閉寮となる。閉寮の際にも大掃除がある。
- 居室において、防災上危険な器具及び消費電力が大きい電気器具（ヒーター、トースター、コンロ、ポット、アイロン、あんか等）、ガス器具等の使用は禁止されている。また、持ち込みも禁止されている。 ただし、電気蚊取器については、リキッドタイプの物に限り認められている。
- ノートPC、タブレット端末、家庭用プリンターはそれぞれ各人1台ずつ持ち込みできる（スマートフォンは規制なし）。ディスプレイは消費電力15W以下の小型のものであれば1台のみ持ち込みできる。デスクトップパソコン、ゲーム機は持ち込み禁止となっている（2020年度までにデスクトップパソコンの持ち込み許可を得ていた寮生は引き続き持ち込みできる）。ノートPCは、申請を行うことで寮内LANに接続できる。
- 寮内での飲酒・タバコ・麻雀（通称 ATM）は発見され次第、停寮になる。

#### 低学年寮生の日常生活[132]
| 7:20         | 起床                             |
| 7:30         | 点呼・朝体操（通称朝体）         |
| 7:50～8:40   | 清掃（女子寮、月・木のみ）・朝食 |
| 8:50         | 登校                             |
| 12:25～13:25 | 昼食                             |
| 17:30～19:20 | 夕食                             |
| 17:30～19:50 | 入浴                             |
| 20:00        | 点呼                             |
| 20:00～22:30 | 学習時間帯                       |
| 22:00        | 門限                             |
| 22:30～23:00 | 清掃（月・木のみ）               |
| 23:30        | 消灯・就寝                       |

- 悪天候時には朝体操は行われず、廊下での点呼のみが行われる。
- 低学年寮生は風呂掃除・点呼、登校、消灯の放送を交代で担当する。
- 休日は日課の大部分は省略される他、点呼は21:00に行われる。

#### 高学年寮生の日常生活
| 7:30～8:40   | 朝食 |
| 12:25～13:25 | 昼食 |
| 17:30～19:20 | 夕食 |
| 17:30～22:30 | 入浴 |
| 22:00        | 点呼 |

- 高学年寮生であっても、指導寮生や班長として低学年を指導する立場の学生は日課の多くが低学年寮生に準ずる。

### 寮生会
購買委員会は令和4年の改正で廃止された。
- 一 指導寮生委員会 低学年寮生の自主性及び自立性の指導育成に関すること。
- 二 内務委員会 風紀及び選挙管理等に関すること。
- 三 厚生委員会 保健衛生及び清掃美化に関すること。
- 四 広報編集委員会 広報一般及び寮生文集に関すること。
- 五 寮内イベント委員会 体育・文化活動に関すること。
- 六 食事委員会 食事一般に関すること。
- 七 資源回収委員会 寮内の資源回収に関すること。
- 八 Ｄ．Ｍ．Ｃ．委員会 寮生の自転車・単車の駐車場管理及び交通安全意識に関すること。
- 九 寮祭実行委員会 寮祭に関すること。
- 十 高学年委員会 寮生会会計監査，高学年寮生の点呼及び高学年寮に関すること。
- 十一 メディア委員会メディアルームの運営及び共有パソコンの管理に関すること。
- 十二 防災委員会 寮内避難訓練の企画，運営及び寮内の器物保全に関すること。
- 十三 ＧＦＡ（Global Friendship Agency）委員会 寮内での留学生のサポート及び異文化交流となるイベントの 企画，運営に関すること。

### 寮行事
例年。
- 3月 寮指導学生研修会
- 5月 寮祭
- 8月 閉寮・荷物搬出
- 9月 寮指導学生研修会、開寮・部屋替え
- 10月 学寮見学会（オープンキャンパス）[138]
- 12月 閉寮
- 1月 開寮、餅祭（新年会）[139]
- 2月 バレンタインイベント、閉寮・荷物搬出
- その他各年の寮生会の活動内容によって様々なイベントが行われる。
- 年度末には、寮生から募集した文章などを掲載した文集「がん」が発行され、全寮生へ配布される。

#### 寮生総会
年度始めより40日以内に定期総会が開かれる。総会は寮長によって招集される。

#### 寮祭
5月に行われる、寮を主体とした祭。地域住民にも開放される。こうよう祭と合わせて、年に2回文化祭があることになる。寮生会の寮祭実行委員会が担当する。寮祭実行委員会下には「パート」と呼ばれる組織があり、各業務を担当する。パートのリーダーは「パーリー」と呼ばれる。
- ステージパート
- ファイヤーパート
- 電源パート
- ドミタイパート
- イベントパート
- 会計パート
- 内務パート
- 音響パート

当初は、文化祭・体育祭の前夜祭として秋に行われていた。主に飲食店のバザーに囲まれた特設ステージで、のど自慢や寸劇、腕相撲、早食い競争、ガマン大会などが行われた。 第4回寮祭（杜若祭前夜祭）から、仮装行列市内パレードが行われるようになった。 第5回からは現在と同じく5月に実施されるようになった。 第16回寮祭のパレードは、豊田市商業まつり（終了）に協賛し、「仮装大会」として、歩行者天国実施日に行われた。市民賞、会頭賞、駅前商協賞、中日新聞社賞などが授与された。写真部によって、1週間後に東海銀行豊田支店で写真展が行われた。このように、かつては豊田市中心市街地でも活動していた。
| 開催年度 | テーマ                                 |
| -------- | -------------------------------------- |
| 1975年   | ひとはみなともだち                     |
| 1983年   | 青春の汗キラリ                         |
| 1984年   | 祭りにおいでよ                         |
| 1985年   | ファイト！一発                         |
| 1986年   | をまんら、祭りだぜよ！                 |
| 1987年   | あばれてプッツン・さわいでプッツン     |
| 1988年   | 燃えて燃えて灰になれ                   |
| 1989年   | 「あなたもあたしもみんなBAKA」になろう |
| 1990年   | 君の心はペレストロイカ                 |
| 1991年   | Operation Domitory Storm               |
| 1992年   | 朱に交わって紅くなれ                   |
| 2005年   | BIG SMILE                              |
| 2006年   | おっきく                               |
| 2007年   | enjoint                                |
| 2008年   | 絆船                                   |
| 2009年   | 闘牛祭～この祭（さい）あばれろ！！～   |
| 2010年   | ハナヒラク                             |
| 2011年   | いざ、笑嵐！                           |
| 2016年   | 轟祭                                   |
| 2017年   | Revo Fes                               |
| 2018年   | 夢源祭                                 |
| 2019年   | 零祭（zerofes）                        |
| 2020年   | 宴祭                                   |
| 2021年   | 晴祭                                   |
| 2022年   | 煌祭                                   |
| 2023年   | 爆祭                                   |
| 2024年   | 英雄祭                                 |
| 2025年   | 翔祭                                   |

##### 前夜祭
2025年度は、2020年度以降行われていなかった前夜祭が再び行われた。

##### ドミトリー大賞
略称はドミタイ。初回は2003年。各寮各階で5分程度の映像やダンスを競う。例年寮祭1日目の9時頃から始まる最初の催し（前夜祭を除く）。2025年は大志2階西がドミトリー大賞に輝いた。

##### 模擬店
品目に制限がある。寮生会による班長・指導寮生のブロマイド販売がある。

##### ステージイベント
例年、イベントごとに5000円程度の景品がある。

##### ファイヤー
2019年までは、ファイヤーダンスや花火、焚火の周りでフィナーレが行われていた。

#### 納涼祭
流しそうめんが行われる。

#### 寮内運動会
学校の体育祭とは別に行われる。

#### 学寮避難訓練
学校の避難訓練とは別に行われる。

#### いも祭
落ち葉で焼き芋をする。

#### 閉寮式
朝体操皆勤賞・役職者表彰などが行われる。

### ドミタウン
Facebook Youtube
多世代参加型交流事業。学生と教職員の有志が豊田高専ドミタウン実行委員会を2015年に結成した。ドミタウンとは、「学寮（ドミトリー）の仕組みを取り入れて多世代が交流するまち（タウン）」のこと。豊田高専ドミタウンでは、寮で決まった時間に実施されている「点呼」や高学年が低学年をサポートする「指導寮生（ドミタウンでは“チューター”と呼称）」などの仕組みを取り入れ、参加した小学生に豊田高専の学生寮の仕組みを体験させる。2015年度は、豊田市笹戸町の空き旅館（南志寮）を拠点として、笹戸町住民、NPOとよた都市農山村交流ネットワーク、おいでん・さんそんセンターと連携して、セカンドスクールの開催、休耕地を利用した農作業、地元秋祭りへの参加などを行った。

## 学生会・部活動
HP
学生全員を会員として構成される「学生会」が設けられている。学生会の目的は「学校の指導の下に，学生会の自発的な活動を通じて，会員それぞれの人間形成を助長し，本校教育目標の達成に資すること」、「本校創立の精神と民主主義の精神にのっとり，会員の自治活動を通じて学生生活の充実と良い校風の樹立を図り，もって良い社会人としての資質を養うこと」であり，学校の助言・指導を受けて各種の学生会行事，クラブ活動，同好会活動などを運営している。

学生総会では、反対の人を起立させる方法で議決を取っている。
| 学生総会 |  |  |  |            |        |        |        |        |        |  |  |                                      |                                      |                                      |                                      |                                      |                                      |  |  |  |  |                    |                |                |                |                |                |  |  |  |  |  |  |  |  |  |  |  |  |  |  |
|          |  |  |  |            |        |        |        |        |        |  |  |                                      |                                      |                                      |                                      |                                      |                                      |  |  |  |  |                    |                |                |                |                |                |  |  |  |  |  |  |  |  |  |  |  |  |  |  |
|          |  |  |  | 執行部     | 執行部 | 執行部 | 執行部 | 執行部 | 執行部 |  |  | こうよう祭実行委員会                 | こうよう祭実行委員会                 | こうよう祭実行委員会                 | こうよう祭実行委員会                 | こうよう祭実行委員会                 | こうよう祭実行委員会                 |  |  |  |  |                    |                |                |                |                |                |  |  |  |  |  |  |  |  |  |  |  |  |  |  |
|          |  |  |  |            | 執行部 | 執行部 | 執行部 | 執行部 | 執行部 |  |  | こうよう祭実行委員会                 | こうよう祭実行委員会                 | こうよう祭実行委員会                 | こうよう祭実行委員会                 | こうよう祭実行委員会                 | こうよう祭実行委員会                 |  |  |  |  |                    |                |                |                |                |                |  |  |  |  |  |  |  |  |  |  |  |  |  |  |
|          |  |  |  |            |        |        |        |        |        |  |  | 体育委員会                           | 体育委員会                           | 体育委員会                           | 体育委員会                           | 体育委員会                           | 体育委員会                           |  |  |  |  | イベントパート     | イベントパート | イベントパート | イベントパート | イベントパート | イベントパート |  |  |  |  |  |  |  |  |  |  |  |  |  |  |
|          |  |  |  |            |        |        |        |        |        |  |  | 体育委員会                           | 体育委員会                           | 体育委員会                           | 体育委員会                           | 体育委員会                           | 体育委員会                           |  |  |  |  | イベントパート     | イベントパート | イベントパート | イベントパート | イベントパート | イベントパート |  |  |  |  |  |  |  |  |  |  |  |  |  |  |
|          |  |  |  |            |        |        |        |        |        |  |  | 行事緑化委員会                       | 行事緑化委員会                       | 行事緑化委員会                       | 行事緑化委員会                       | 行事緑化委員会                       | 行事緑化委員会                       |  |  |  |  | 装飾パート         | 装飾パート     | 装飾パート     | 装飾パート     | 装飾パート     | 装飾パート     |  |  |  |  |  |  |  |  |  |  |  |  |  |  |
|          |  |  |  |            |        |        |        |        |        |  |  | 行事緑化委員会                       | 行事緑化委員会                       | 行事緑化委員会                       | 行事緑化委員会                       | 行事緑化委員会                       | 行事緑化委員会                       |  |  |  |  | 装飾パート         | 装飾パート     | 装飾パート     | 装飾パート     | 装飾パート     | 装飾パート     |  |  |  |  |  |  |  |  |  |  |  |  |  |  |
|          |  |  |  |            |        |        |        |        |        |  |  | 学級会                               | 学級会                               | 学級会                               | 学級会                               | 学級会                               | 学級会                               |  |  |  |  | 内務パート         | 内務パート     | 内務パート     | 内務パート     | 内務パート     | 内務パート     |  |  |  |  |  |  |  |  |  |  |  |  |  |  |
|          |  |  |  |            |        |        |        |        |        |  |  | 学級会                               | 学級会                               | 学級会                               | 学級会                               | 学級会                               | 学級会                               |  |  |  |  | 内務パート         | 内務パート     | 内務パート     | 内務パート     | 内務パート     | 内務パート     |  |  |  |  |  |  |  |  |  |  |  |  |  |  |
|          |  |  |  |            |        |        |        |        |        |  |  | キャップテン・マネージャー会（CM会） | キャップテン・マネージャー会（CM会） | キャップテン・マネージャー会（CM会） | キャップテン・マネージャー会（CM会） | キャップテン・マネージャー会（CM会） | キャップテン・マネージャー会（CM会） |  |  |  |  | 広報パート         | 広報パート     | 広報パート     | 広報パート     | 広報パート     | 広報パート     |  |  |  |  |  |  |  |  |  |  |  |  |  |  |
|          |  |  |  |            |        |        |        |        |        |  |  | キャップテン・マネージャー会（CM会） | キャップテン・マネージャー会（CM会） | キャップテン・マネージャー会（CM会） | キャップテン・マネージャー会（CM会） | キャップテン・マネージャー会（CM会） | キャップテン・マネージャー会（CM会） |  |  |  |  | 広報パート         | 広報パート     | 広報パート     | 広報パート     | 広報パート     | 広報パート     |  |  |  |  |  |  |  |  |  |  |  |  |  |  |
|          |  |  |  |            |        |        |        |        |        |  |  |                                      |                                      |                                      |                                      |                                      |                                      |  |  |  |  | 音響パート         |                |                |                |                |                |  |  |  |  |  |  |  |  |  |  |  |  |  |  |
|          |  |  |  |            |        |        |        |        |        |  |  |                                      |                                      |                                      |                                      |                                      |                                      |  |  |  |  |                    |                |                |                |                |                |  |  |  |  |  |  |  |  |  |  |  |  |  |  |
|          |  |  |  |            |        |        |        |        |        |  |  |                                      |                                      |                                      |                                      |                                      |                                      |  |  |  |  | 電源パート         |                |                |                |                |                |  |  |  |  |  |  |  |  |  |  |  |  |  |  |
|          |  |  |  |            |        |        |        |        |        |  |  |                                      |                                      |                                      |                                      |                                      |                                      |  |  |  |  |                    |                |                |                |                |                |  |  |  |  |  |  |  |  |  |  |  |  |  |  |
|          |  |  |  |            |        |        |        |        |        |  |  |                                      |                                      |                                      |                                      |                                      |                                      |  |  |  |  | 展示パート         |                |                |                |                |                |  |  |  |  |  |  |  |  |  |  |  |  |  |  |
|          |  |  |  |            |        |        |        |        |        |  |  |                                      |                                      |                                      |                                      |                                      |                                      |  |  |  |  |                    |                |                |                |                |                |  |  |  |  |  |  |  |  |  |  |  |  |  |  |
|          |  |  |  |            |        |        |        |        |        |  |  |                                      |                                      |                                      |                                      |                                      |                                      |  |  |  |  | マネジメントパート |                |                |                |                |                |  |  |  |  |  |  |  |  |  |  |  |  |  |  |
|          |  |  |  |            |        |        |        |        |        |  |  |                                      |                                      |                                      |                                      |                                      |                                      |  |  |  |  |                    |                |                |                |                |                |  |  |  |  |  |  |  |  |  |  |  |  |  |  |
|          |  |  |  |            |        |        |        |        |        |  |  |                                      |                                      |                                      |                                      |                                      |                                      |  |  |  |  | 司会パート         |                |                |                |                |                |  |  |  |  |  |  |  |  |  |  |  |  |  |  |
|          |  |  |  |            |        |        |        |        |        |  |  |                                      |                                      |                                      |                                      |                                      |                                      |  |  |  |  |                    |                |                |                |                |                |  |  |  |  |  |  |  |  |  |  |  |  |  |  |
|          |  |  |  |            |        |        |        |        |        |  |  |                                      |                                      |                                      |                                      |                                      |                                      |  |  |  |  |                    |                |                |                |                |                |  |  |  |  |  |  |  |  |  |  |  |  |  |  |
|          |  |  |  | 評議員会   |        |        |        |        |        |  |  |                                      |                                      |                                      |                                      |                                      |                                      |  |  |  |  |                    |                |                |                |                |                |  |  |  |  |  |  |  |  |  |  |  |  |  |  |
|          |  |  |  |            |        |        |        |        |        |  |  |                                      |                                      |                                      |                                      |                                      |                                      |  |  |  |  |                    |                |                |                |                |                |  |  |  |  |  |  |  |  |  |  |  |  |  |  |
|          |  |  |  |            |        |        |        |        |        |  |  |                                      |                                      |                                      |                                      |                                      |                                      |  |  |  |  |                    |                |                |                |                |                |  |  |  |  |  |  |  |  |  |  |  |  |  |  |
|          |  |  |  | 監査部     |        |        |        |        |        |  |  |                                      |                                      |                                      |                                      |                                      |                                      |  |  |  |  |                    |                |                |                |                |                |  |  |  |  |  |  |  |  |  |  |  |  |  |  |
|          |  |  |  |            |        |        |        |        |        |  |  |                                      |                                      |                                      |                                      |                                      |                                      |  |  |  |  |                    |                |                |                |                |                |  |  |  |  |  |  |  |  |  |  |  |  |  |  |
|          |  |  |  |            |        |        |        |        |        |  |  |                                      |                                      |                                      |                                      |                                      |                                      |  |  |  |  |                    |                |                |                |                |                |  |  |  |  |  |  |  |  |  |  |  |  |  |  |
|          |  |  |  | 選挙管理部 |        |        |        |        |        |  |  |                                      |                                      |                                      |                                      |                                      |                                      |  |  |  |  |                    |                |                |                |                |                |  |  |  |  |  |  |  |  |  |  |  |  |  |  |
|          |  |  |  |            |        |        |        |        |        |  |  |                                      |                                      |                                      |                                      |                                      |                                      |  |  |  |  |                    |                |                |                |                |                |  |  |  |  |  |  |  |  |  |  |  |  |  |  |
|          |  |  |  |            |        |        |        |        |        |  |  |                                      |                                      |                                      |                                      |                                      |                                      |  |  |  |  |                    |                |                |                |                |                |  |  |  |  |  |  |  |  |  |  |  |  |  |  |

愛知県高等学校文化連盟に加盟しており、１～３学年の在籍人数分の学校分担金（230円/人）を支出している。全国高専学生会交流会に参加しており、熊本地震のあった2016年には熊本高専熊本キャンパスに代わり豊田高専が主幹を務めた。

### 役員
表は2023年現在。豊田高専では、留年者でも役員を務めることができる。
| 役職         | 職務                                                         | 人数   | 資格                                                 |
| ------------ | ------------------------------------------------------------ | ------ | ---------------------------------------------------- |
| 会長         | 学生会を代表し，会務を統括する。                             | 1      | 選挙にて選出                                         |
| 副会長       | 会長を補佐し，会長に事故があるときはその職務を代行する。     | 2      | 選挙にて選出                                         |
| 書記         | 各議事録・通信文等の作成及びその保管にあたる。               | 2      | 選挙にて選出                                         |
| 一般会計     | 学生会一般の財務を処理する。                                 | 1      | 選挙にて選出                                         |
| 議長         | 評議員会を代表し，総会並びに評議員会での審議の進行を務める。 | 1      | 団体内の互選                                         |
| 内務         | 学生会活動における物品の貸借等，内務を担当する。             | 1      | 選挙にて選出                                         |
| 広報         | 学生会活動における広報を担当する。                           | 1      | 選挙にて選出                                         |
| 監査部長     | 監査部を代表し，学生会の会計に関する監査を行う。             | 1      | 団体内の互選                                         |
| 選挙管理部長 | 選挙管理部を代表し，役員の選挙に関する事務を統括する。       | 1      | 団体内の互選                                         |
| 一般執行部員 | 執行部職務や行事運営の補助を行う。                           | 相応数 | 会長，副会長，書記，一般会計，内務，広報の全員の承認 |

### 部及び同好会
愛好会は学生会非公認である。

#### 運動部
- 陸上競技部(HP) 略して「陸軍」。
- 水泳部 昭和41年8月30日にプールが竣工。昭和42年度より同好会として発足。
- 硬式野球部 昭和38年5月創設。
- ソフトテニス部 軟式庭球部は昭和38年11月発足。
- テニス部 硬式庭球部は昭和45年活動開始。昭和46年硬式庭球同好会が結成。昭和47年、部に昇格。
- 卓球部
- サッカー部
- オリエンテーリング部 オリエンテーリング同好会は平成18年12月発足。平成20年7月にオリエンテーリング部へ昇格。

- バスケットボール部 昭和39年の第二回東海地区高専大会から競技が行われた。
- 女子バスケットボール部
- バレーボール部 昭和38年12月、同好会という形で始まる。翌年4月正式にクラブとして誕生。昭和41年5月豊田西高校に初勝利。
- 女子バレーボール部
- ハンドボール部 現在の図書館が建っているところから始まる。
- 体操部
- 柔道部 昭和44年度、豊田高専としては初の部歌・遠征歌である「柔道部遠征歌」（作詞 橋本敬治郎、作曲 山田壽勝）が作られた。

- 剣道部
- 弓道部 昭和39年3月に学生会により承認され発足。
- 山岳部 学校設立間もなく、登山家石岡繁雄を部長とし発足。
- 空手道部
- バドミントン部
- ラグビーフットボール部

#### 文化部
- 吹奏楽部(HPTwitter) 例年、豊田市民文化会館大ホールにて定期演奏会「Joyful Concert」を行っている。2024年、4年ぶりに入場無料で完全一般公開された。
- 写真部(HP)
- 放送研究部(Twitter) 昭和40年6月10日無線局免許申請、同7月31日免許交付。
- 自動車部(Twitter) 創立当時は、トヨタより寄贈された中古のクラウンを校内に設けた簡単なコースで運転の練習をしたり、エンジンの分解組立をしていた。
- インターアクトクラブ（部） 昭和41年1月25日に豊田ロータリークラブのスポンサーシップのもとに発会。須賀太郎初代校長の提案により誕生。
- 軽音楽部(Twitter)

- コンピュータ部(HP) 昭和54年の夏休み後、「コンピュータ愛好会」として結成。この年は、電気工学科でTK-80を使用したマイコン教育が始まった年だった。メンバーは電気工学科が中心だった。昭和56年、春の学生総会で同好会への昇格が承認。この頃、文化祭に愛知学泉女子短期大学の学生を迎え、展示と実演をした。また、豊田高専の部員が女子短大に出かけることもあった。昭和62年、情報工学科が新設され、コンピュータに興味を持つ学生が増加し、部員数も増加。平成3年、学生総会で部への昇格が承認。
- 囲碁・将棋部
- 茶道部(Twitter) 昭和53年春、活動開始。翌54年、学生総会において、同好会として承認され、正式に活動を開始。以来、文化祭で呈茶している。
- 演劇部（HP) 小坂本町一丁目映画祭vol.6では美術部とコラボした「黄色い鳥と緑の犬」を上映した。主題歌は佐世保高専のバンド、hatchの「打ち上げ花火」。vol.7では吹奏楽部全面協力の「リメインズ」を上映した。音楽は興梠敬典。2作とも監督は川合智海。
- 美術部
- スペース・デザイン研究部 建築同好会は平成15年12月発足。平成19年5月にスペース・デザイン研究部へ昇格。

- 鉄道航空研究同好会(HP) 平成18年5月発足。
- アートクリエイト同好会 平成23年12月発足。
- 天文同好会 平成21年1月発足。
- 機巧同好会 平成19年12月発足。
- ジャグリング部

#### 廃部された部活動
- 新聞部 豊田高専創設当時、「豊専新報」を発行。昭和53年4月復活。平成19年5月廃部。
- ディベート同好会 平成18年12月にコミュニケーション研究部へ昇格。平成23年12月廃部。
- スキー部
- ダンス同好会 平成24年7月発足。

## ロボコン・プロコン・デザコン・DCON

### ロボコン
豊田高専ロボコンAチームblog 豊田高専のロボコンBチーム
豊田高専では部活動とは別に課外活動として、「ロボコンAチーム」と「ロボコンBチーム」が存在する。これはアイデア対決・全国高等専門学校ロボットコンテストは各高専から2チーム出場できるためである。ロボコンAチームは、機械工学科が主体のチームとしている。当初の高専プロコンは書類審査を通過した高専が出場した。豊田高専が応募・出場したのは第2回（1989年）からである。第4回からは地区予選が開始され1校2チームとなった（高専ロボコンの変遷#参加校数と参加チーム数に詳しい）。豊田高専は東海・北陸地区大会で最も多く全国大会進出している（21回）。第6回では誤審により敗退となった（高専ロボコンの変遷#誤審と勝敗逆転）。
| 回 | 年   | 大会名                               | 最終成績                                                      | ロボット                     | チーム |
| -- | ---- | ------------------------------------ | ------------------------------------------------------------- | ---------------------------- | ------ |
| 2  | 1989 | オクトパスフットボール               | ベスト４                                                      | とよたえくすぷろーら         |        |
| 3  | 1990 | ニュートロンスター                   | 本戦1回戦失格 アイデア倒れ賞                                  | ニュートロンスターに賭ける橋 |        |
| 4  | 1991 | ホットタワー                         | 全国2回戦失格                                                 | ラズヴェル                   | B      |
| 5  | 1992 | ミステリーサークル                   | 全国2回戦敗退                                                 | アンダーサーブ'92            | A      |
| 6  | 1993 | ステップダンス                       | 全国準々決勝敗退 （誤審） アイディア賞 \|\| 見かけ倒し \|\| B |                              |        |
| 7  | 1994 | スペースフライヤー                   | 優勝                                                          | SUCCESS                      | A      |
| 8  | 1995 | ドリームタワー                       | 地区敗退                                                      |                              |        |
| 9  | 1996 | テクノカウボーイ                     | 全国1回戦敗退                                                 | TNT                          | B      |
| 10 | 1997 | 花開蝶来                             | 全国1回戦敗退                                                 | サイクロン                   | B      |
| 11 | 1998 | 生命上陸                             | 優勝                                                          | 生命侵略（画像）             | B      |
| 12 | 1999 | Jump To The Future                   | 全国2回戦敗退                                                 | ましんホイホイ               | B      |
| 13 | 2000 | ミレニアムメッセージ                 | 全国2回戦敗退 アイディア倒れ賞                                | テッペンジャック             | B      |
| 14 | 2001 | Happy Birthday 39                    | ベスト４                                                      | 点火無敵                     | B      |
| 15 | 2002 | プロジェクトBOX                      | 全国1回戦敗退                                                 | PARA－BOX                    | B      |
| 16 | 2003 | 鼎                                   | 全国2回戦敗退 特別賞 （電気事業連合会） \|\| 夢KANAE \|\| B   |                              |        |
| 17 | 2004 | マーズラッシュ                       | 全国3回戦敗退 ロボコン大賞                                    | vELo-city                    | B      |
| 18 | 2005 | 大運動会                             | 地区敗退                                                      |                              |        |
| 19 | 2006 | ふるさと自慢特急便                   | 全国1回戦敗退 特別賞 （マブチモーター） \|\| TOTOYA \|\| A    |                              |        |
| 20 | 2007 | 風林火山 ロボット騎馬戦              | 地区敗退                                                      |                              |        |
| 21 | 2008 | ROBO－EVOLUTION 生命大進化           | 全国予選5位 決勝1回戦敗退                                     | evoRYU                       | B      |
| 22 | 2009 | DANCIN' COUPLE                       | 全国ファースト敗退 技術賞                                     | 叢雲                         | B      |
| 23 | 2010 | 激走! ロボ力車                       | 地区敗退                                                      |                              |        |
| 24 | 2011 | ロボ・ボウル                         | 全国2回戦敗退 デザイン賞                                      | 飛・飛・飛                   | B      |
| 25 | 2012 | ベスト・ペット                       | 地区敗退                                                      |                              |        |
| 26 | 2013 | Shall We Jump?                       | 地区敗退                                                      |                              |        |
| 27 | 2014 | 出前迅速                             | 地区敗退                                                      |                              |        |
| 28 | 2015 | 輪花繚乱                             | 地区敗退                                                      |                              |        |
| 29 | 2016 | ロボット・ニューフロンティア         | 地区敗退                                                      |                              |        |
| 30 | 2017 | 大江戸ロボット忍法帳                 | 地区敗退                                                      |                              |        |
| 31 | 2018 | Bottle-Flip Cafe                     | 全国1回戦敗退                                                 | Insect Guild（画像）         | B      |
| 32 | 2019 | らん♪ RUN Laundry                    | 全国1回戦敗退                                                 | 地産地笑（画像）             | B      |
| 33 | 2020 | はぴ☆ロボ自慢                        | 全国予選敗退                                                  | ナポリタンズ                 | B      |
| 34 | 2021 | 超絶機巧(すごロボ)                   | 地区敗退                                                      |                              |        |
| 35 | 2022 | ミラクル☆フライ ～空へ舞いあがれ！～ | 地区敗退                                                      |                              |        |
| 36 | 2023 | もぎもぎ！フルーツＧＯラウンド       | 全国2回戦敗退                                                 | CATchくん（動画）            | A      |
| 37 | 2024 | ロボたちの帰還                       | 全国1回戦敗退                                                 | 帰還車 投〼                  | A      |

2019年、FRC（FIRST® Robotics Competition）ハワイ地区大会に「チーム冷奴」が参加した。
2023年、NHK学生ロボコンに「RoboSharp」が初応募・初出場し、高専チーム初のベスト4進出、高専チーム初のアイデア賞受賞を果たした。2024年「T・G・T」が出場し、特別賞を受賞した。

### プロコン
例年、全国高等専門学校プログラミングコンテストに出場している。第4回名古屋大会（1993年）は、豊田高専が開催校であった。自由部門にて、第18回に「まじかる☆モルるートくん ―化学反応シミュレータ―」（パンフレット）、第33回に「iMake!−3次元仮想メイクで全人類の化粧技術向上−」（パンフ）が優秀賞（全国2位）を受賞している。

### デザコン
全国高等専門学校デザインコンペティション 2024では、豊田高専から11チームが参加し、2チームが本戦に出場した。結果、空間デザイン部門にて「瀬戸際を生き抜く登り窯」が最優秀賞（1位）、「水と住まう」が優秀賞（2位）を受賞した。

### DCON
全国高等専門学校ディープラーニングコンテスト（DCON）は、ものづくりの技術とディープラーニングを活用した事業プランを競うコンテストである。
2022年の第3回大会で、早坂・大畑Lab.が熱中症リスクを可視化する健康レジリエンスシステムによって本選に初出場した。企業評価額は5000万円。また、2024年の第5回大会でも早坂・大畑Lab.が本選に出場し、コンクリート構造物が固定するCO2を定量的に評価するシステム「WCS（White Carbon Sensor）」で経済産業大臣賞を受賞した。企業評価額は2億円。
2025年の第6回大会ではNAGARA（旧チーム名：Ribura Inc.）が本戦に出場した。NAGARAは、AIにより介護士の会話から文字起こしを行い記録するウェアラブル端末「ながらかいご」で最優秀賞を受賞した。企業評価額は7億円で、起業資金100万円と副賞EXPO 2025 大阪・関西万博イベント「XROBOCON」への出場権を獲得した。特許出願済み。2025年4月から有料老人ホームあんしん村、福寿園グループ、Plus Fukushiの計3箇所で実証実験を行っており、7月に株式会社NAGARAを起業・「ながらかいご」リリースを予定している。

## 行事
学生会主催行事には◎を記した。
| - 4月 - 入学式 - 新入生歓迎会（クラブ紹介）◎ - 前期学生総会（予算承認、決算報告） - 健康診断 - 5月 - 球技大会 - 自動車等使用実技研修会（自動車等使用学生） - 6月 - 高専大会壮行会◎ - 安全を誓う日 - 7月 - 七夕イベント◎ - 9月 - 高専大会報告会 - 10月 - 体育祭◎ - こうよう祭（学祭）◎ - 授業参観週間（保護者対象） - 防災避難訓練（全学年） - 交通違反者講習（自動車等使用学生） - 自動車等使用実技研修会（自動車等使用学生） | - 11月 - 須賀杯争奪駅伝大会（名古屋大学合同企画）◎ - 後期学生総会、次期学生会役員選挙 - 12月 - クリスマス会◎ - エレキ杯争奪球技大会（電気・電子システム工学科） - 野澤杯争奪ソフトボール大会（情報工学科） - 建築学科ソフトボール大会 - 1月 - 吹奏楽部定期演奏会「Joyful Concert」 - 部活動予算審議会◎ - 2月 - クラブ対抗駅伝大会◎ - 3月 - スキー教育（第2学年） - 見学旅行（第4学年） - 卒業式 - 卒業生を送る会◎ |

その他特別講演が学年別に随時行われる。
以下学生会主催行事。

### 新入生歓迎会
学生会役員が中心となって色々なイベントを行い、新入生にはやく学校に慣れてもらおうとする企画。 スライドによる年中行事の紹介を行う。イベント終了後には各部活の紹介・勧誘が行われる。

### 高専大会壮行会
毎年6月に、主に夏に開催される高専大会に出場する選手の激励のため、開催。各部の代表者が、大会に向けた意気込みを述べる。

### 七夕イベント
毎年6月下旬から7月上旬にかけて、学生会により親しみを持ってもらうため、開催。短冊に書かれた願い事の中から抽選でいくつかの願い事を叶えるという企画。

### 体育祭
毎年10月中旬に行われる。 クラス対抗の大会。種目は様々で、定番の借り物競争や障害物走、騎馬戦などのほか、学科対抗スウェーデンリレーといったユニークな競技も行われる。棒倒しは2016年度、廃止となった。費用は学生会支出。
また、応援合戦では、3年生と1年生が協力して、応援の素晴らしさを競い合う。応援合戦優勝楯は石川豊の作で創立20周年に同窓会から寄贈されたもの。体育委員会が担当。

### こうよう祭
2001年より「文化祭」を名称変更。豊田高専で年に1度秋に開催される文化祭。「秋で木々がこうようするころ、文化祭で気分をこうようさせに、豊田高専にいこうよう、というトリプルミーニング」が由来。学生会のこうよう祭実行委員会が担当する。こうよう祭実行委員会下には「パート」と呼ばれる組織があり、各業務を担当する。パートのリーダーは「パーリー」と呼ばれる。費用は学生会支出の他、スポンサーによって賄われる。
| 開催年度 | テーマ                           |
| -------- | -------------------------------- |
| 2012年   | 4U                               |
| 2014年   | 見せたいモノがある               |
| 2015年   | なんだっていいんだ、楽しければ。 |
| 2016年   | OneChance                        |
| 2017年   | GET OVER                         |
| 2018年   | 55(Go!Go!)TOYOturn up            |
| 2020年   | REBOOOOORN                       |
| 2021年   | YOU＋MORE (ユーモア)             |
| 2022年   | CANMEIK                          |
| 2023年   | LoVe it                          |
| 2024年   | cINemaTTiC                       |

#### 展示[219]
- 学科展
  - 4年生による、各学科の特色を活かした高専ならではの技術的な展示
- クラス展
  - 2年生による、各クラスで作り上げた思い思いの展示
- ゲート
  - 3年建築学科の学生による、こうよう祭来場者を迎えるゲートの展示
- 有志展
  - 各クラブによる、それぞれの日ごろの成果を集約した展示

#### イベント[219]
全日程を通して実行委員会によるステージ上でのイベントが行われる。ゲストの芸能人によるスペシャルステージも例年企画されている。

#### 模擬店[219]
食欲の秋にピッタリのクラブや有志による模擬店が多数出展される。また、クラブ活動や個人で作ったものを販売するバザーも行われる。

#### ホームページ
https://koyosai.com/
2022年、Manato Katoによってリニューアル。

#### X
https://twitter.com/Koyosai_NITTC
2023年現在、2017年のポストを最後に更新されていない。

#### MEICAn（メイきゃん）
こうよう祭のマスコットキャラ。2016年、学内で公募し、3つの候補の中から投票で選ばれた。（以下設定）
未来の豊田高専で作られたロボット。自分の生まれた学校について知るため、こうよう祭にやってきた。性格は、好奇心旺盛でちょっと子供っぽいところもある。好きなことはいろんな人と接し、楽しむこと。お腹のメーターは電池容量。疲れた時はしっぽのコンセントで充電する。

### 須賀杯争奪駅伝競争大会
1964年より毎年11月下旬に行われている豊田高専学生会と名古屋大学体育会が共催する駅伝大会。通称「須賀杯駅伝」。大学と高専の共同開催する駅伝大会は全国的にも珍しい。豊田高専初代校長の須賀太郎が両校のスポーツ振興を目的とした。須賀はかつて名大で学生部長を務めるとともに名大体育会の発展に尽力した。2015年、 風力・太陽光発電塔の脇に記念碑が設置された。 以前は豊田高専をスタートとし、ゴールの名大までの約27km・6区間の路上コースで行なわれていたが、近年は道路事情のため公園で行われている。参加賞、特別賞などの賞品がある。

### クリスマス会
毎年12月に学生間の交流を図るため、開催。例年、景品が当たるビンゴ大会と、ケーキ配布が行われる。行事緑化委員会が担当。

### クラブ対抗駅伝
毎年1月に行われる、部活動・同好会同士の競走大会。本校の外周コース５周、約25キロを５人で走り、タイムを競う。例年、参加賞として豚汁を配布している。体育委員会が担当。

### 卒業生を送る会
毎年3月に、卒業する5年生を送り出すため開催。在学中に学生会役員や寮生会役員を務めた学生には、感謝の意を込めて記念品が贈呈される。ユーモア溢れる送辞・答辞が披露される。
以下学校主催行事。

### 授業公開週間
教員同士がお互いの授業を参観し合うもので、教育改善推進室が実施する。2006年度から春、秋いずれかの1週間において、安全等の問題がある場合を除く全ての授業を対象に行われる。2012年度は公開期間を2週間とし、2013年度からは春秋ともに2週間の延べ4週間の公開期間となった。

### 授業参観週間
保護者を対象とした授業参観週間もこうよう祭の時期に行われている。授業公開週間と違い、教育改善推進室の主催ではない。

### 環境美化作業
全学生及び教職員で本校学内と、周辺駅(愛環梅坪駅、梅坪駅)周辺、通学路のゴミ拾い。平成20年度から各学科が分担して年5回（5月、6月、10月、11月、1月）行う。

### 安全を誓う日
過去に、学生が部活動の練習中に亡くなったことを悼む日。毎年、安全を誓う碑の前で安全を誓う。

### 防災避難訓練
全学年。授業中の学生等に火災・地震災害発生時の基礎的避難方法を実地に体験させ、訓練を通して避難経路の確認及び身体の安全を図る。

### スキー教育
2年生の春休みに、毎年2泊3日の日程で、志賀高原において行われる。指導教員が引率する。

## 騒動

### 入試預託金制度

#### 背景
高専と高校の併願を認めた結果、入学試験合格者のうちの辞退者の確定作業を含む入学試験合格辞退者対策に高専各校とも腐心していた。豊田高専の昭和39年度入学者の入試倍率は15.4倍であったが、入学者124名の決定まで補欠合格を6回にわたって発表している。合格者の45％が高校に入学した。この傾向は全国的で、入学辞退者が平均40％を超えていた。

#### 経過
昭和40年度入学者の入試倍率は11.3倍、試験日は2月20日と21日の両日、豊田高専と名古屋大学の2会場で実施された。合格発表は3月10日とした。前年の数次に亘る合格発表の労力に鑑み、入学希望者の能率的選抜について入学試験委員会で検討した。その結果、入学試験の面接日を高校入試日に合わせる方法と、合格発表日までに入学金、前期授業料、学生会費などを前納させる方法とについて審議した。後者は、私立学校と違い入学しなかった場合返還すればよいので後者の方法を採用することとした。面接はそれでも4回にわたって実施し、前納金納入者が定員に満ちて3月10日に合格発表を行った。しかし、3月10日文部省から、前納金の返還と受験生の出身中学校への謝罪などの指示があった。翌日には全国版でこのことが新聞報道され、同日全職員が手分けして全県にわたって前納金の返還と謝罪に追われた。

#### 影響
3月12日の朝日新聞名古屋本社印刷分「その時、この人」に当時の豊田高専電気工学科助教授高田和之の発言が載った。これを機に新聞各紙は全国高専の合格者対策を調査し、「入学辞退者が続出、きらわれる国立高専」（昭和40年3月20日朝日新聞）、「腕試し組に悩む国立高専、定員確保は一校だけ、軒並み三割前後の入学辞退者」（3月23日毎日新聞）、「入学辞退者の多い不評な高専を新増設するよりも地方大学の増募、充実にあてるべきであった。」（3月24日中日新聞社説）など高専に不利な情報が宣伝されるにいたった。なお、翌昭和41年度入学者の入試倍率は10.4倍（機械8.9、電気10.1、建築12.4）で入学者決定までの面接は8回に及んだ。

#### その後
昭和45年度入学者からは学力検査合格者に対する面接を愛知県公立高校入試日と同日として入学者の確定を早めた。また、昭和48年度入学者から愛知県公立高校入試科目が5教科から、国、数、英の3教科に削減されたのに合わせて豊田高専も3教科に変更した。現在は、5教科で学力検査が行われており、学力検査を試しに受験することが出来る。令和7年度、入学辞退者は情報工学科2名のみであった。

### 歌われざる校歌
須賀太郎校長の友人に作曲家の前田卓央が居るので、ともかく歌詞を作ることとし、昭和43年度、校歌委員会は校歌歌詞を教職員・学生から公募し、数十篇のなかから4篇の佳作を選んだ。校歌委員会の委員長であった教務主事の簗瀬一雄教授から主事会議の席上この4篇を基にして一つに作り直し、作詞者を須賀校長名にしたいとの提案がなされた。席上、2，3の出席者は4篇を作り直すことは止む得ないが作詞者は4名の学生名にすべきであると主張したが、作詞者は校長名として、作曲が依頼された。制定は昭和44年1月。時あたかも反戦デモが電気工学科の学生を中心にしばしば展開されていた。この傾向は第二回卒業式における一電気工学科学生の校歌斉唱拒否発言による卒業式妨害、それに伴う全校祝賀会の中止へと繋がった。学生の言い分は「校長名での作詞の校歌をわれわれは認めることはできない。」というものであった。以後長い間、「歌われざる校歌」として封印され、豊田高専の式典に校歌が歌われることはなく、学校要覧にも掲載されたことがなかった。平成17年、着任早々の末松良一校長は、入学式に校歌が歌われないのを訝しく思い、勤務の長い教職員に「歌われない校歌」の由縁を聞いた。その結果、歌詞と旋律をそのままで、校歌を復活させるべく行動を開始した。まず、吹奏楽部の顧問教員であった安藤浩哉教員に相談し、新たに吹奏楽部が演奏できるよう編曲をし直すことにした。安藤教員を通じて、鈴木英史に編曲を依頼した。安藤教員は、かねてから吹奏楽の全ての楽器の音色が生かされるような曲づくりをする鈴木の作品に注目していた。その結果、新しい曲ではないかと思われるほど生まれ変わった、新生「豊田高専校歌」のスコアができた。また、作詞者の氏名で味噌をつけていたため、教務主事松浦教員の発案にて、作詞者を明示せず、「歌詞撰定須賀太郎」とした。

### 学園紛争
ここでは、1969年（昭和44年）の紛争を扱う。

#### 背景
昭和44年頃、学校周辺に豊田反戦委員会、豊田青年学生センター、又はだしの会・KOBと称する団体等の政治的活動が見受けられた。また、豊田高専内にも豊田高専反戦委員会が結成されていた。同年4月沖縄デー当日、豊田市役所前で反戦集会が開かれ、その後駅前までデモ行進が行われ、卒業生・中途退学者も含む在校生計十数名が参加していた。翌日午後校内においても学生会長を含む十数名が沖縄集会を行った。当時の学生会役員中反戦委員に名を連ねていると思われる者もあり、当初は、学校創設直後から引き続き問題となっていた学生会則を取り上げていたが、次第に学生準則、学則へと問題点を拡げ、集会その他許可制を無視する動きが見受けられるようになった。

#### 6・18集会
同年6月18日学生集会が開かれ、教官職員を含み約300余名が参加した。その席上添書制に関する学生主事の発言が制度廃止を求める学生の主張に対し、希望を持たせるような回答であったところから、その後他高専との対応に苦慮する事態となった。本件に関する他高専からの照会に対し7月7日、学生主事は返書を他高専宛発送した（所謂七夕文書）。しかし、6・18集会における学生主事の回答と七夕文書との内容に齟齬ありとする学生の不満が噴出した。6月28日、学校の許可を得ることなく、新聞部、社会科学研究部等を中心とした自主的な文化部自治会が結成された。また7月9日、教官会議の席に学生10名が無断入室した。議長の退出命令で3名は退去したが、他7名は退出せず、会議は中止、2時間後の散会になった。7月10日に夏季休業に入った。8月15日、学校は父兄に実状の周知徹底を図るための文書を父兄宛発送した。この文書が「豊田高専広報」第1号である。

#### 公開質問状・団交
夏休みが明け9月5日、学生会より公開質問状が校長宛に提出された。同月中旬学生会長が無期停学を命ぜられた。その頃、学生主事並びに学生主事補の交代が行われた。交代当日の9月10日、大会議室に学生約30名が参集、新学生主事他教官数十名がこれに対応し、初めての団体交渉となった。その際公開質問状に対する回答が行われた。また数日後、学生が学校放送設備を使って、7・8時限全学生集会の呼びかけを行った。学生主事はこれを制止したが、学生約350名程が授業を放棄して体育館に集合、学生総会と称して、学生会長の無期停学処分の撤回、校長との話し合い要求等を決定した。この頃より学生主事は一般学生に自重を促す告示を数多く掲示した。

#### 全学ストライキ
9月24日、学生主事他数名の教官の見守る中で学生総会が開かれ、学生は校長との話し合いを求めて過半数の賛成を得て、全学ストライキを議決した。学校側は学生総会の意向を尊重し、翌朝9時30分より全学生と全教官との話し合いが体育館で行われた。しかし、話し合いは平行線をたどり、結局授業を強行した。出席学生は疎らで、中には後ろ向きで着席する者もいて、まともな授業にならなかった。9月28日日曜日、事態を憂慮した教育後援会は臨時総会を開き、同役員から斡旋案が学生と学校側とに掲示されたが不調に終わった。学校は、開寮のまま1週間休講となった。この頃、卒業生、中途退学者、他高専の学生、会社労組員と称する者等部外者の学校への無断出入りが少なからず見られた。また朝日新聞紙上に高専教育を批判する記事が掲載された。全国高専連合準備会と称する団体から、準則粉砕、検閲粉砕、学生主事会議粉砕、校長会粉砕、高専解体、安保粉砕、日帝打倒を叫ぶ印刷物も配布されている。九月末深夜1時30分頃、対策検討中の教官会合の席に一卒業生が現れ、卒業生の支援を述べ、反帝闘争の声明文を読み上げる一幕もあった。1週間の休講中、大部分の学生は自宅に帰り、この間学校側では対策会議が続けられていた。他方停学中の学生会長の姿が度々学内で見かけられた。また、約230名参加の学生集会が10月5日日曜日午後開催され、校長との話し合いを求め、約40名がフランスデモを行ったりした。

#### スト解除
1週間の休講を終わり10月6日月曜日全学生が登校、体育館で校長訓話があり、5年生の一学生による下記提案に基づきストライキは解除された。
(一) 添書制については校長が最善を尽し、完全撤廃に努力することを表明し、その意思を告示し、他高専へその意思を通知する。
(二) 教官と学生との定期的な話し合いの場を持つ。
翌日10月7日、学生会役員は辞任し、予定されていた行事、体育祭は中止され、授業は再開された。上述した一般学生並びに学校の動向をみて、10月8日ストライキの中心になった数名の学生が学生玄関前でハンガーストライキに入る等の事もあったが、数日後には解消した。

#### 退学処分
10月中旬、学校の諸規定無視等、学校の秩序を乱した諸々の事件において指導的な役割を演じた学生3名に対し、教官会議の議を経て退学が勧告された。これに対して抗議集会、抗議デモが繰り返され、全闘委も結成されたが、この頃から学生集団は次第に二分して行く様に見受けられた。10月26日にハンスト決行三学生が、10月29日に学生会長が退学処分となった。その後全闘委が豊田市駅前附近で抗議のパンフレットを配布する等の行動もあった。11月に入り、なお一部の学生の動きによる混乱が見られたが、大部分の学生たちは同月2日及び3日の文化祭を平穏に実施した。学生会役員辞任後、若干の混乱を経て新しい選挙管理委員会のもとで新役員が選ばれた。

#### 学園封鎖
11月11日より定期試験が予定されていたが、当日深夜午前3時ごろより一部の学生が学校の周辺で動き始め、5時より正面玄関及び学生玄関の封鎖を開始した。しかし間もなく教職員によって排除され、定期試験の欠席学生は計約20名にとどまり、その日の試験は無事終了した。11月13日の午前4時頃、中途退学者を含む学生集団約20名が校舎の窓ガラスを破って入り、机・椅子・ロッカー等によるバリケードを築き、教室を次々に封鎖して試験の続行は不可能となった。学校は直ちに休講措置をとり、学生を帰宅させた。定期試験は、5年生は学校外の豊田市陣中、豊田高等職業訓練校で、1年から4年生までは校内で後日実施することとした。

#### 封鎖解除
バリケード封鎖は約1週間続いたが、この間5年生の1部の学生が中心となって多くの学生に呼びかけ、学生の自重を促し、自主的に封鎖は解除された。なお定期試験は前期決定の通り無事実施され終了した。新学生会役員は学校の秩序回復のため少なからぬ努力を払ったが、封鎖等その後の事態への対応に疲れ切った様子が見受けられ、爾後学生会の役員名もさだかでなく、学生会の活動一般はその後約1年間沈滞の途を辿ることとなった。最終的に12月26日、既出退学処分と別に、退学2名、無期停学9名、有期停学5名、注意25名の処分が本人及び父兄に対し申し渡された。

#### その後
二年余り経過した、昭和47年3月頃、元豊田高専関係者が執筆、本紛争を取り上げた記事が公刊された。同年4月下旬、卒業生等4名が紛争全般に関わる公開質問状を校長宛提出した。さらに5月、上記4名を含む5名が告発人となり、校長以下4名を被疑者とした名古屋地方検察庁の告発状の写しが学校配布された。

## 卒業後の進路
毎年、約200名の卒業生のうちほぼ半数が進学、残りの半数が就職をする。
進学先は、専攻科や高専卒業者の為の国立大学である技術科学大学の他、難関国立大学へ進む者もいる。
また、就職においてもさまざまな業種の有名企業へ人材を輩出している。就職希望者に対する求人数の倍率は学科により20倍から60倍となっている。近年は進学希望者が増え就職希望者が減っている反面、求人企業が増える傾向にあり求人倍率は年々上がっている。

## 対外関係

### 産学連携協定

#### 豊田信用金庫
2012年6月、産学連携に関する包括協定を締結した。豊田信用金庫の仲介により、豊田高専内で設置されたとよたイノベーションセンターへの技術相談が増えた。

#### 愛知銀行
2014年10月14日、愛知銀行と産学連携協定を結んだ。両者の知識、経験及び人的資源を相互に活用し、連携することによって、双方の発展に寄与するとともに、地域社会の発展及び地域産業の振興に貢献することを目的とする。愛知県内に本店を置く地方銀行と協定を結ぶのは今回が初。

#### DX推進による地域産業活性化に向けた連携協定
2022年3月、豊田市や豊田商工会議所と組み、NTT西日本やリコージャパン、ひまわりネットワークと中小企業のDX推進で提携した。

### 他大学との協定

#### シラパコーン大学
2019年5月、タイ・シラパコーン大学（バンコク）と学術交流協定を結んだ。令和2年度から国際会議ICEITを共催（Co-host）している。

#### アルバルカ応用大学
2019年7月24日、ヨルダン王国のアルバルカ応用大学とMOU（学術交流協定）を締結した。

#### バートンアンドサウスダービーシャー大学
2023年11月15日、イギリスのバートンアンドサウスダービーシャー大学とMOU（学術交流協定）を締結した。

#### 豊田市大学等連携協議会
2013年3月、豊田高専や中京大学など5大学と豊田市が結んだ地域振興や人材育成などで協力する包括連携協定。とよたイノベーションセンター事業や市内のイベントへの出展等を行っている。

### 豊田高専発スタートアップ

#### Papillon（パピヨン）
HP（アーカイブ）
2019年、豊田高専電気・電子システム工学科在学中の都築亮吾（代表）と同級生3人により設立。学生寮で知り合ったことがきっかけだった。eスポーツオンライン大会の開催サービス、「e-players」を開発。インドネシアで事業を展開した。2021年、PRE-STATION Ai入居。同年、1000万円をエンジェル投資家より調達。2022年、大会主催・運営プラットフォームを手掛けるカヤックに売却、連結子会社化された。PRE-STATION Ai初のExit事例となった。2023年、カヤックに合併し解散。

#### Ribura
HP
2024年4月、豊田高専情報工学科出身の2人により設立。DXソリューション事業、生成AIコンサルタント事業を扱う。Microsoft for Startups Founders Hubに採択された。中高生向けのプログラミングキャンプも行っている。

## 関係者と組織

### 関係者組織
- 豊田高専同窓会 当初学科別に活動していたが、1978年一本化された。会誌『かきつばた』を発行。1982年には関西支部、関東支部を設立。2001年に豊田高専ホームページ内に、2005年に独自のホームページを開設[284]。

| 『かきつばた』号数 | サイズ |
| ------------------ | ------ |
| 14号まで           | B5     |
| 15号から25号       | A4     |
| 26号から40号       | A5     |
| 41号から           | A4     |

- 豊田高専教育後援会 開学のときから活動[285]。学生の福利厚生や課外活動への助成、生活環境の設備充実への助成、および豊田高専の広報活動への協力などの諸事業を行う[286]。

### 関係者一覧
- 豊田工業高等専門学校の人物一覧

#### 出身者
- 三鍋伊佐雄 元大東建託社長
- 草地博昭 磐田市市長